# Austin Motor Company
The Austin Motor Company Limited fue un fabricante de automóviles de origen inglés, fundado en 1905 por Herbert Austin. En 1952 se fusionó con Morris Motor Company en una nueva sociedad denominada British Motor Corporation, manteniendo su identidad separada. El nombre Austin se utilizó hasta 1987. 
La marca es propiedad de SAIC Motor después de haber sido transferida de la filial en bancarrota Nanjing Automobile que la había adquirido con la empresa MG Rover Group en abril de 2005.

## Historia

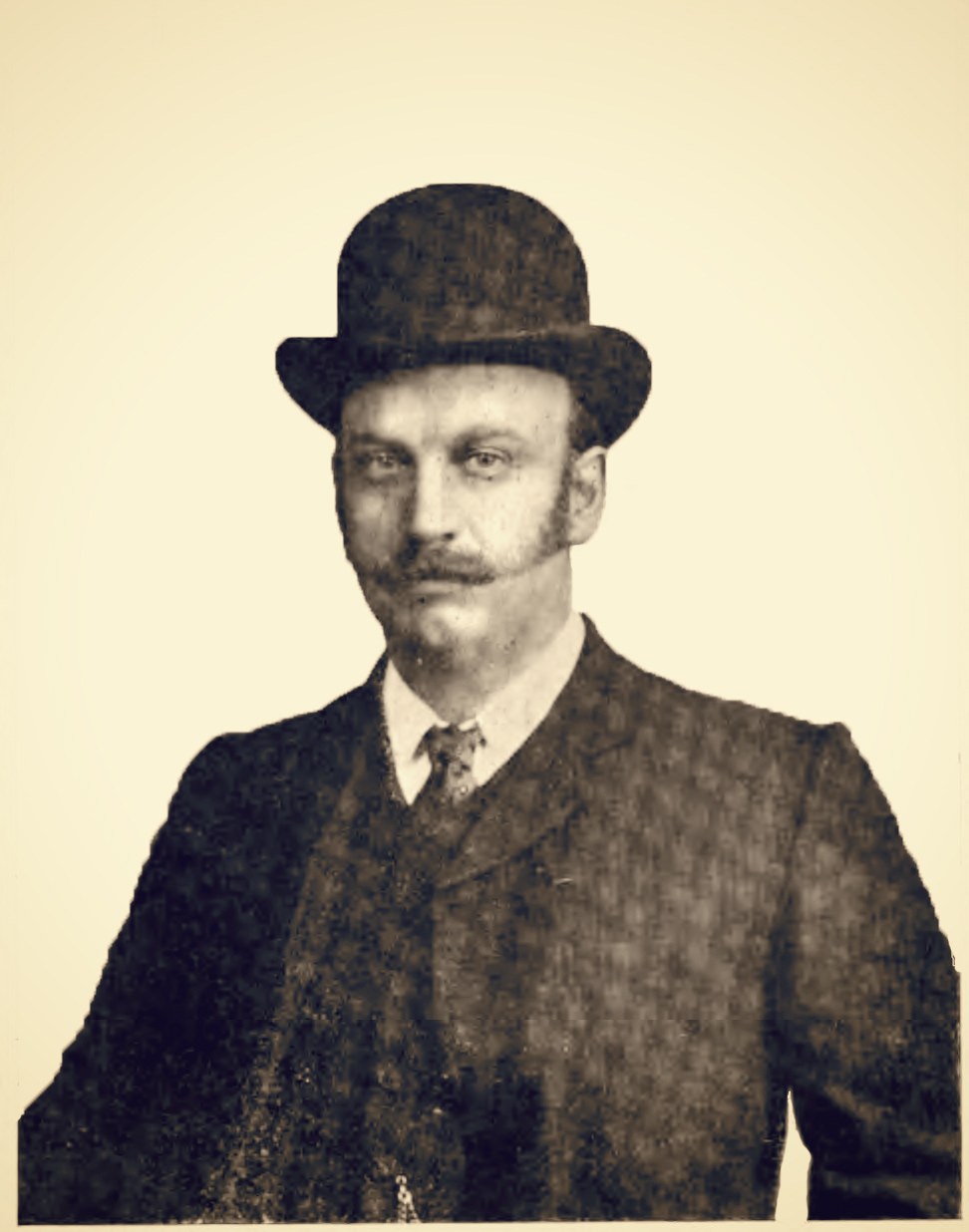
Herbert Austin en 1905 "El señor Austin está comenzando nuevas instalaciones, donde fabricará coches Austin en Longbridge, cerca de Birmingham".

### 1905-1918: Formación y desarrollo
Mientras participaba en la empresa de origen australiano Compañía Wolseley de Máquinas Esquiladoras, que tenía un patrón de ventas altamente cíclico, Herbert Austin estuvo buscando productos con una demanda constante. A partir de 1895, construyó tres coches en su tiempo libre. Estaban entre los primeros coches de Gran Bretaña. El tercer coche, un vehículo de cuatro ruedas, lo terminó en 1899. En 1901, los otros directores de fábrica no podían ver el beneficio futuro de los vehículos de motor, por lo que con su bendición y el apoyo de los Vickers, Austin comenzó un negocio de fabricación de automóviles independiente utilizando la marca Wolseley.
En 1905 tuvo una disputa con Thomas y Albert Vickers sobre el diseño de los motores. Abandonando su creación, Wolseley Motors, que había convertido en el mayor fabricante de automóviles de Gran Bretaña, Austin obtuvo el respaldo del magnate del acero Frank Kayser para fundar su propia empresa. Kayser le proporcionó fondos a través de hipotecas y préstamos, obligaciones y garantías con el Midland Bank, permitiendo así a Austin mantener la propiedad casi total de su propio negocio a través de sus ahorros personales. También le llegó apoyo adicional por parte de Harvey du Cros, director de Dunlop. Sin embargo, el gran rival de Austin, William Morris, también fue capaz de entrar sólidamente en la industria un poco más tarde (había empezado en el negocio de reparación de coches), financiando su operación enteramente con sus propios recursos.[cita requerida]
En noviembre de 1905 Herbert Austin adquirió una imprenta en desuso de menos de diez años de antigüedad, situada a once kilómetros al suroeste de Birmingham, en el pequeño pueblo de Longbridge (por entonces todavía perteneciente al condado de Worcestershire). Al mes siguiente fue fundada The Austin Motor Company Limited, y ya en la última semana de abril de 1906 una gran cantidad de automovilistas viajaron a Longbridge "donde una capa de nieve de siete centímetros de profundidad cubría el suelo y seguía cayendo rápido" para ver el nuevo coche de Austin, un modelo de cuatro cilindros convencional con transmisión por cadena. Estaba disponible como un 15/20 Hp por 500 libras (425 solo el chasis) y un 25/30 Hp por 650 libras (550 solo el chasis). El concesionario exclusivo para la venta de los coches era Harvey du Cros.
Dos aspectos eran llamativos en el nuevo diseño de Austin. Por un lado, se había separado de los hermanos Vickers porque se había negado a utilizar en los coches Wolseley un motor vertical, por entonces bastante convencional; y sin embargo, su nuevo coche utilizaba también un motor vertical. Por otro lado, excepto en detalles menores, eran idénticos a los coches Gladiator ensamblados para Inglaterra en la misma fábrica.
En 1906 se hizo necesaria una nueva inyección de capital, y Harvey du Cros (1846-1918) se unió a la junta directiva. Después de esta operación financiera, Harvey du Cros júnior de la Swift Motor Company y Austin poseían cada uno aproximadamente la mitad del capital ordinario. Herbert Austin seguía siendo presidente y director general.
Los coches de Austin, como los de Wolseley, eran vehículos de lujo. La lista de clientes incluía grandes duques de Rusia, princesas, obispos, altos funcionarios del gobierno español y una larga lista de la alta nobleza de Gran Bretaña.
|                        | 1906   | 1907   | 1908    | 1909    | 1910    | 1911    | 1912    | 1913    |
| ---------------------- | ------ | ------ | ------- | ------- | ------- | ------- | ------- | ------- |
| Volumen de negocio (£) | 14.771 | 84.930 | 119.744 | 169.821 | 209.048 | 276.195 | 354.209 | 425.641 |
| Coches                 | 31     | 180    | 218     |         |         |         | 1107    | 1500    |
| Empleados              |        | 270    |         |         |         | 1500    | 1800    | 2300    |

Fuentes Nota: en 1912 Wolseley vendió 3000 coches.
Por febrero de 1914 Austin fabricaba coches con carrocerías de estilo tourer, limusina, landaulette y cupé, que podían estar provistos de motores de 15, 20, 30 y 60 CV. También producía ambulancias y vehículos comerciales.
Austin se convirtió en una compañía pública cotizada en bolsa en 1914, cuando el capital se incrementó a 650.000 libras. En esa época probablemente ocupaba el quinto lugar en el número de coches producidos en Gran Bretaña, después de Wolseley Motors (todavía la de mayor tamaño), Humber, Sunbeam y Rover.
La Austin Motor Co. creció enormemente durante la Primera Guerra Mundial, gracias a los contratos gubernamentales para la fabricación de aviones, proyectiles, armas pesadas y grupos electrógenos; así como de 1600 camiones de tres toneladas, la mayoría de los cuales fueron enviados a Rusia. La fuerza de trabajo pasó de alrededor de 2500 empleados a unos 22.000.

### 1919-1939: El éxito de entreguerras

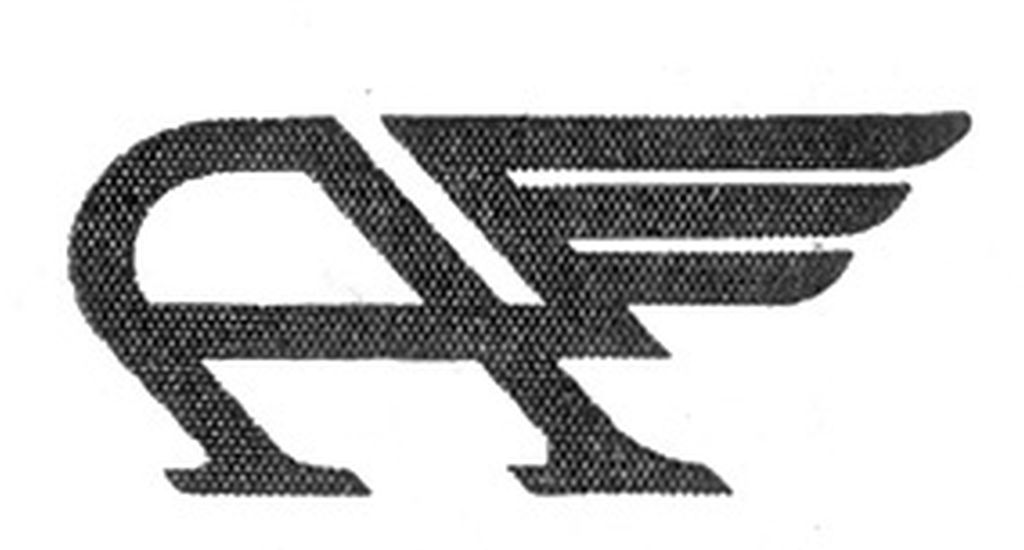
"Flying A" (la A con alas), símbolo de Austin

Después de la guerra, Herbert Austin decidió una política de un solo modelo basado en el motor de 3620 cc y 20 CV. Las versiones incluían automóviles, vehículos comerciales e incluso tractores, pero los volúmenes de ventas nunca fueron suficientes para ocupar la gran fábrica construida en tiempos de guerra. La empresa entró en suspensión de pagos en 1921, pero resurgió de nuevo después de una reestructuración financiera. Aunque Herbert Austin seguía siendo presidente, ya no era director, y desde ese momento las decisiones eran tomadas por un comité.
Fundamental para la recuperación fue el nombramiento en 1922 de un nuevo director financiero, Ernest Payton, con el respaldo del Midland Bank, y de un nuevo director de obras a cargo de la producción de automóviles, Karl Engelbach, ante la insistencia de la junta de acreedores. Este triunvirato formado por Austin, Payton y Engelbach dirigió con acierto la compañía a través de los años de entreguerras.
En un intento de ampliar la cuota de mercado, se introdujeron coches más pequeños, como el modelo Twelve de 1661 cc en 1922, y más adelante, en el mismo año, el Austin 7, un coche pequeño, sencillo y barato; y uno de los primeros en ser dirigido a un mercado de masas. Una de las razones de la demanda del mercado para un coche como el Austin 7 era la normativa relativa a la potencia fiscal británica. En 1930 todos los vehículos de pasajeros fueron gravados por el tamaño del motor, que en dólares estadounidenses era de 2,55$ por pulgada cuadrada de cilindrada. A modo de ejemplo, el propietario de un Austin 7 en Inglaterra, que se vendía por aproximadamente 455$, tenía que pagar un impuesto anual de 39$ por el tipo de motor de su coche. En comparación, el propietario en Inglaterra de un Ford Modelo-A tenía que pagar 120$ por el mismo impuesto. Este sistema de impuestos basado en el desplazamiento del motor también era común en otros países de Europa en la década de 1930.[cita requerida]
En un momento dado, el "Baby Austin" fue construido bajo licencia por la incipiente BMW de Alemania (como el BMW Dixi); por el fabricante japonés Datsun; por la American Austin Car Company en los Estados Unidos; y como Lucien Rosengart en Francia. En Inglaterra el Austin fue el coche de mayor producción en el año 1930. La filial estadounidense operó como una subsidiaria en gran medida independiente desde 1929 hasta 1934, y se estableció bajo el nombre de "American Bantam" entre 1937 y 1941.
Con el éxito del modelo Seven, Austin resistió lo peor de la depresión y se mantuvo rentable a través de la década de 1930, potenciando la producción de una gama más amplia de coches que actualizó de manera constante mediante la introducción de cuerpos completamente de acero, frenos de Lucas Industries, y transmisión manual. Sin embargo, todos los propulsores mantuvieron la misma configuración del motor SV. El vicepresidente Ernest Payton se convirtió en presidente en 1941 a la muerte del Herbert Austin. En 1938 Leonard Lord se unió a la junta de la empresa y se convirtió a su vez en presidente en 1946 a la muerte de Ernest Payton.[cita requerida]

#### Nissan
A principios de la década de 1930 la Datsun, más tarde conocida como Nissan de Japón, construyó coches infringiendo las patentes de Austin. Sin embargo, a partir de 1934 Datsun comenzó a construir Austin Seven bajo licencia y esta operación se convirtió en el mayor éxito de la concesión de licencias en el extranjero de Austin, marcando el comienzo del éxito internacional de Datsun.
En 1952 Austin firmó otro acuerdo con Nissan para ensamblar 2000 Austin importados a partir de conjuntos parcialmente montados y venderlos en Japón bajo la marca Austin. El acuerdo permitía a Nissan fabricar localmente todas las piezas del modelo de Austin en un plazo de tres años. Nissan produjo y comercializó Austin durante siete años. El acuerdo también le proporcionó los derechos para utilizar las patentes de Austin, que utilizó en la elaboración de sus propios motores para su línea de coches Datsun. En 1953 se vendían Austin de fabricación británica en Japón, pero ya en 1955, los Austin Cambridge -completamente construidos por Nissan, que ofrecían una carrocería ligeramente más grande y un motor de 1489 cc- coparon el mercado japonés. Nissan produjo 20.855 Austin entre 1953 y 1959.

### 1939-1958: Años de la guerra y la postguerra
Durante la Segunda Guerra Mundial Austin continuó con la construcción de coches, pero también fabricó camiones y aviones, incluyendo los bombarderos Avro 683 Lancaster del Escuadrón No. 617 de la RAF, mejor conocidos como los Dambusters por demoler dos grandes embalses en Alemania utilizando bombas especiales.
La gama de coches de la posguerra se anunció en 1944, y la producción comenzó en 1945. Los modelos de la posguerra inmediata fueron similares a los de la década de 1930 pero incluyendo el propulsor de 16 CV, significativo por tener el primer motor OHV de la compañía.[cita requerida]

#### Austin de Inglaterra
Desde finales de 1950 hasta mediados de 1952, los productos, folletos y anuncios de Austin mostraron con una escritura fluyente el lema Austin of England, en respuesta a la Nuffield Organization de Morris. Esta rivalidad finalizó con la fusión financiera de las dos compañías en la BMC.[cita requerida]

#### BMC
En 1952 la Austin Motor Company Limited se fusionó en igualdad de condiciones con su eterna rival, la Morris Motor Company, para formar la British Motor Corporation. Leonard Lord, que había sido director general de Morris entre 1932 y 1936 pasó a dirigir la nueva compañía. William Morris (Lord Nuffield) fue el primer presidente, pero se retiró pronto, y Leonard Lord, que había salido tempestuosamente de Morris en su momento, declarando que "iba a desmontar Cowley (la fábrica de Morris), ladrillo a ladrillo", aseguró que Austin era el socio dominante y sus motores (OHV de diseño más reciente) se adoptaron para la mayoría de los coches. Varios modelos mantuvieron la marca Morris, pero en muchos casos convertidos en versiones adaptadas de otros diseños de Austin.[cita requerida]

#### Austin-Healey
También en 1952, Austin llegó a un acuerdo con Donald Healey, ingeniero automotriz.[cita requerida] Esto condujo a una nueva marca, Austin-Healey, desarrollándose una gama de coches deportivos.

### 1959-1969: Época revolucionaria
Con la amenaza a los suministros de combustible resultante de la Guerra del Sinaí, Leonard Lord le propuso a Alec Issigonis, que había estado con Morris de 1936 a 1952, diseñar un coche pequeño. El resultado fue el revolucionario Mini, lanzado en 1959. La versión de Austin fue llamada inicialmente Austin Seven, pero el nombre del Morris Mini Minor captó rápidamente la simpatía del público, y la versión de Morris se vendía más que su gemelo de Austin. Este hecho motivó que el nombre del modelo de Austin pasase a ser también "Mini". En 1970, British Leyland eliminó las marcas Austin y Morris del Mini, que pasó a ser simplemente "Mini", bajo la división que gestionaba Austin y Morris dentro de la British Leyland Motor Corporation.
El principio de un motor transversal con caja de cambios en el cárter y tracción a las ruedas delanteras se aplicó inicialmente a los coches más grandes, empezando por el ADO16 de 1963 (aunque la versión Morris fue lanzada 13 meses antes que la de Austin, en agosto de 1962), por el ADO17 de 1964, y por el ADO14 de 1969. Esto significaba que BMC ya había invertido 10 años en el desarrollo de una nueva gama de modelos con motor transversal y tracción delantera, mientras que la mayoría de sus competidores no habían hecho más que empezar a hacer tales cambios.
La gran excepción a esta idea fue el Austin 3-Litre. Lanzado en 1968, con tracción trasera pero compartiendo la sección central del 1800, fue un desastre de ventas, con menos de 10.000 ejemplares fabricados.
BMC fue el primer fabricante británico en pasar a la tracción delantera de manera exhaustiva. Ford Motor Company no lanzó su primer modelo de tracción delantera hasta 1976 (en Gran Bretaña), Ford-Alemania en 1962 con el Taunus 12M (P4)), mientras que el primer modelo de tracción delantera de Vauxhall Motors fue lanzado en 1979 y el de Chrysler Europe en 1975. Sin embargo, la tracción delantera era popular en otras partes de Europa, y Renault, Citroën y Simca estaban utilizando el sistema al mismo tiempo o antes que BMC. Trabant en Alemania del Este utilizó el sistema a partir de 1958.
En septiembre de 1965 BMC completó la compra de su principal proveedor, Pressed Steel Company. Doce meses más tarde se completó la compra de Jaguar Cars y en diciembre de 1966 cambió su nombre de BMC a BMH, British Motor Holdings. A principios de 1968, bajo la presión del gobierno británico, BMH se fusionó con Leyland Motors, y Austin se convirtió en una parte más del grupo British Leyland.

### 1970-1979: Época de turbulencias
Plenamente integrada la marca en British Leyland, el modelo más notorio de Austin en la década de 1970 fue el Austin Allegro de 1973, sucesor de los modelos de gama media de 1100 a 1300 cc, que fue criticado por su estilo "bulboso" por el que se ganó el apodo de "cerdo volante", así como por su calidad de construcción anodina y su fiabilidad dudosa. A pesar de todo, todavía fue un coche muy vendido en Gran Bretaña, aunque no con tanto éxito como su predecesor.
La serie en forma de cuña 18/22 se lanzó simultáneamente con las marcas Austin, Morris y Wolseley (esta última en una gama más lujosa) en 1975. Sin embargo, solo seis meses después, se rebautizó simplemente como "Princess" y ya no llevaba ninguna de las insignias anteriores, convirtiéndose en una marca por derecho propio, bajo la división de Austin Morris de British Leyland, que había sido prácticamente nacionalizada en 1975.
El Princess no fue tan popular como el Allegro. Ganó algunos elogios por su amplio espacio interior, por el escalonado de las marchas y por su suavidad de conducción; pero la calidad de construcción era dudosa y la ausencia de un portón trasero restringió sus ventas. Aumentó de tamaño a finales de 1981 para convertirse en el Austin Ambassador (fue dotado de portón trasero) pero en ese momento era poco lo que podía hacerse para disimular la edad del diseño, y era demasiado tarde para lograr un gran impacto de ventas.
A finales de la década de 1970, el futuro de Austin y de British Leyland (conocida como BL) era sombrío.[cita requerida]

### 1980-1989: Era Austin Rover
El MG Metro, lanzado en octubre de 1980, fue anunciado como el salvador de la Austin Motor Company y de BL. Veintiún años después del lanzamiento del Mini, un automóvil muy necesario "super Mini" para competir en el exitoso nuevo segmento de vehículos de reciente lanzamiento como el Ford Fiesta, el Opel Corsa, el Volkswagen Polo y el Renault 5. Fue un éxito instantáneo entre el público británico, convirtiéndose en uno de los coches ingleses más populares de la década de 1980. Fue pensado como un sustituto del Mini, pero de hecho, el Mini sobrevivió al Metro por dos años.
En 1982, la mayor parte de la división de automóviles de la cada vez más mermada British Leyland (BL) se reagrupó de nuevo bajo la denominación Austin Rover Group, con Austin actuando como referencia y marca principal de los modelos más lujosos de Rover. La marca MG fue restablecida para las versiones deportivas de los modelos Austin, siendo el MG Metro 1300 el primero.
Austin revitalizó su entrada en el mercado de los coches familiares pequeños en marzo de 1983 con el lanzamiento de su nuevo Austin Maestro, un amplio modelo de cinco puertas que sustituyó a los ancianos Austin Allegro y Austin Maxi y fue muy popular en los primeros años de su vida de producción, aunque las ventas habían comenzado a descender de manera espectacular a finales de la década.
En abril de 1984 se produjo la introducción en el mercado del Austin Montego derivado del Maestro, sucesor del Morris Ital. El nuevo coche recibió elogios por su espacio interior y confort, pero se tardó bastante tiempo en superar los problemas iniciales de calidad de construcción. La amplia versión familiar, que se inició a principios de 1985, fue uno de los vehículos de carga más populares de su época.
En 1986, el holding Austin Rover BL (Public Limited Company) se convirtió en Rover Group y fue privatizada mediante su venta a British Aerospace (BAe).
Los planes para reemplazar el Metro con un nuevo modelo radical, basado en el vehículo de investigación ECV3 y con el objetivo de lograr un consumo de 100 millas por galón (2,8 litros a los 100 km), llevó al ensayo de varios prototipos del Austin AR6 entre 1984 y 1986. El deseo de sustituir el nombre de Austin por el de Rover como sinónimo de "gran lujo" condujo a la cancelación de este proyecto a principios de 1987.
En 1987, se suprimió la designación Austin, y Austin Rover pasó a llamarse simplemente Grupo Rover. Los coches de Austin continuaron fabricándose, a pesar de que dejaron de ser comercializados con la marca Austin. Pasaron a ser vehículos "sin marca" en su mercado, con el emblema de la corona y el barco vikingo de Rover, pero sin incluir la palabra "Rover". En su lugar, solo figuraba el modelo del coche: un Montego de esta época, por ejemplo, tenía una insignia en la parrilla en la que simplemente figuraba la palabra "Montego", mientras que en los emblemas traseros solo aparecía la inscripción "Montego" y la cilindrada y tipo.
El Metro rediseñado en 1990 incorporó el nuevo motor de la serie K. A continuación, se convirtió en el "Rover Metro", mientras que el Maestro y el Montego continuaron en producción hasta 1994 y nunca llevaron la designación "Rover" en sus emblemas en Gran Bretaña. Sin embargo, estos vehículos eran comúnmente citados como "Rover" tanto coloquialmente como en la mayoría de las publicaciones.[cita requerida]

### Posible reactivación
Los derechos sobre el nombre de Austin pasaron primero a British Aerospace y después a BMW cuando compraron sucesivamente el Grupo Rover. Los derechos fueron vendidos posteriormente al MG Rover Group. Tras el colapso de MG Rover y su venta, Nanjing Automobile adquirió el nombre de Austin y la histórica planta de montaje de Austin en Longbridge. En la Exposición Internacional de Nanjing en mayo de 2006, Nanjing anunció que podría usar el nombre de Austin en algunos de los modelos de MG Rover actualizados, al menos en el mercado chino. Sin embargo, Nanjing por el momento se concentró en la reactivación de la marca MG, utiliza tradicionalmente para coches deportivos. Dado que Nanjing no tiene ningún derecho sobre el nombre de Rover, una reactivación del nombre de la marca Austin parece una forma lógica para la comercialización de coches más convencionales. También podría argumentarse que un nombre británico sería más respetado en el mercado europeo que un nombre chino. Nanjing Automobile Group se fusionó con SAIC Motor en diciembre de 2007.

### Austin Motor Company Limited
Una nueva compañía con el nombre "Austin Motor Company Limited" fue fundada en julio de 2012 por Steve Morgan, de Birmingham, que también es el propietario del último Mini salido de Longbridge, pero se disolvió en 2014.
En 2015, los nombres, las patentes de "Austin Motor Company" y el logotipo de 1930 "Flying A" (la conocida letra "A" con alas) fueron comprados por John Stubbs en Braintree, Essex. La compañía tiene la intención de reiniciar la fabricación de un nuevo coche Austin en 2016 (aunque a fecha de noviembre de 2016 no se tienen noticias de este posible lanzamiento).

## Fábrica
Austin comenzó la construcción de sus vehículos en una imprenta que llevaba diez años cerrada en Longbridge, Birmingham. Debido a sus ventajas estratégicas sobre la planta de Cowley de Morris Motor Company, Longbridge se convirtió en la fábrica principal de British Leyland. Tras la interrupción de la marca Austin en 1989, MG Rover y MG continuaron utilizando la planta. La quiebra de MG Rover Group significó la no utilización desde 2005 hasta que la producción de MG reinició en 2008. Desde 2014, se utiliza una parte de la factoría original para el ensamblaje de modelos procedentes de China.[cita requerida]

## Modelos

### Automóviles
- Segmento B
  - 1910–11 Austin 7 hp
  - 1922–39 Austin 7
  - 1959–61 Seven, como BMC
  - 1980–90 MG Metro, como Austin Rover
- Segmento C
  - 1911–15 Austin 10 hp
  - 1932–47 Austin 10
  - 1939–47 Austin 8
  - 1951–56 Austin A30
  - 1956–59 Austin A35
  - 1956–62 A35 Countryman
  - 1954–61 Nash metropolitan/Austin Metropolitan
  - 1958–61 Austin A40 Farina
  - 1961–67 Austin A40 Farina Mk II
  - 1963–74 Austin MG 1300 Mark II
  - 1967–74 1300
  - 1973–83 Austin Allegro
- Segmento D
  - 1913–14 Austin 15 hp
  - 1922–40 Austin 12
  - 1927–38 Austin 16 (16/18)
  - 1931–36 Austin 12/6
  - 1933–39 Austin 12/4
  - 1937–39 Austin 14
  - 1938–39 Austin 18
  - 1939–47 Austin 12
  - 1945–49 Austin 16 hp
  - 1947–52 Austin A40 Devon
  - 1948–50 Austin A70 Hereford
  - 1950–54 Austin A70 Hampshire
  - 1952–54 Austin A40 Somerset
  - 1954–58 Austin Cambridge
  - 1954–59 Austin A90/A95/A105 Westminster
  - 1956–59 Austin A95 Westminster familiar.
  - 1956–59 Austin A105 Westminster
  - 1959–61 Austin A55 Cambridge
  - 1959–61 Austin A99 Westminster
  - 1961–69 Austin A60 Cambridge
  - 1961–68 Austin A110 Westminster
  - 1964–75 BMC ADO17 1800/2200
  - 1967–71 Austin 3-Litre
  - 1969–81 Austin Maxi
  - 1975-75 Princess 1800/2200
  - 1982–84 Austin Ambassador
  - 1983–94 Austin Maestro
  - 1984–94 Austin Montego
- Coche de tamaño completo
  - 1906–07 Austin 25/30
  - 1906-07 Austin 15/20
  - 1907–13 Austin 18/24
  - 1908–13 Austin 40 hp
  - 1908–10 Austin 60 hp 6-cilindros
  - 1910–13 Austin 50 hp 6-cilindros
  - 1912–18 Austin 20 hp
  - 1914–16 Austin 30 hp
  - 1919–38 Austin Twenty
  - 1938–39 Austin Twenty Eight (28/6)
  - 1947–54 A110/A125 Sheerline
  - 1946–56 A120 Princess
  - 1947–56 A135 Princess
  - 1956–59 Princess IV
- Limusinas y Landaulettes
  - 1906–07 Austin 25/30
  - 1906-07 Austin 15/20
  - 1907–13 Austin 18/24
  - 1908–13 Austin 40 hp
  - 1908–10 Austin 60 hp 6-cilindros
  - 1910–13 Austin 50 hp 6-cilindros
  - 1912–18 Austin 20 hp
  - 1914–16 Austin 30 hp
  - 1919–38 Austin Twenty
  - 1927–38 Austin 16 (16/18)
  - 1938–39 Austin 18
  - 1938-39 Austin Twenty Eight
  - 1947–54 A110/A125 Sheerline
  - 1946–56 A120 Princess
  - 1947–56 A135 Princess
  - 1956–59 Princess IV
- Automóviles deportivos
  - 1920–23 Austin Twenty Sports Tourer
  - 1948–50 A90 Atlantic Convertible
  - 1949–52 A90 Atlantic Saloon
  - 1950–53 A40 Sports
  - 1953–56 Austin-Healey 100
  - 1958–70 Austin-Healey Sprite
  - 1959–67 Austin-Healey 3000
  - 1971 Austin Sprite
- Australian Austin cars
  - 1958–62 Austin Lancer
  - 1962–66 Austin Freeway
  - 1970–73 Austin Kimberley/Tasman

### Vehículos militares
- WWI Austin Armoured Car
- WWII Austin Ten Utility Truck
- WWII Austin K2 Ambulancia
- WWII Austin K4
- Austin K5, camión.
- 1958–67 Austin Gipsy
- Austin Champ
- c. 1968 Austin Ant

### Taxis de Londres
- 1929–34 Austin 12 Taxicab High Lot
- 1934–39 Austin 12 Taxicab Low Loader
- 1938–39 Austin 12 Taxicab Flash Lot
- 1948–58 Austin FX3
- 1958–97 Austin FX4—Taxi de Londres

### Ambulancias
- LD3
- WWII Austin K2

### Vehículos comerciales
- Austin también fabricó vehículos comerciales, uno de los cuales era el FG (previamente Morris FG). El FG fue el caballo de batalla que mantuvo a Gran Bretaña en la década de 1960. Los Austin FG (posteriormente Leyland FG) tenían motores de gasolina o diésel Longstroke, produciendo un buen par motor, pero muy poca velocidad (65 km/h se consideraba una velocidad suficiente para estos vehículos).[cita requerida]

### Aeronaves
Durante la Primera Guerra Mundial Austin no solo construyó aviones bajo licencia de la Royal Aircraft Factory S.E.5, sino que también produjo una serie de sus propios diseños. Ninguno de estos progresó más allá de la fase de prototipo. La relación incluye:
- Austin-Ball A.F.B.1 (combatiente)
- Austin A.F.T.3 (combatiente)
- Austin Greyhound (combatiente)
- Austin Kestrel (biplano de dos asientos)
- Austin Osprey (combatiente)
- Austin Whippet (aeronave civil de la posguerra)

## Galería de imágenes

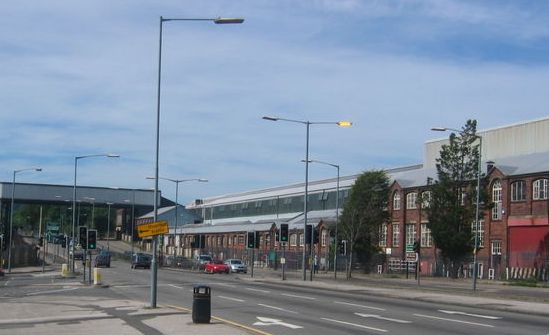
Fábrica de Longbridge de Austin.
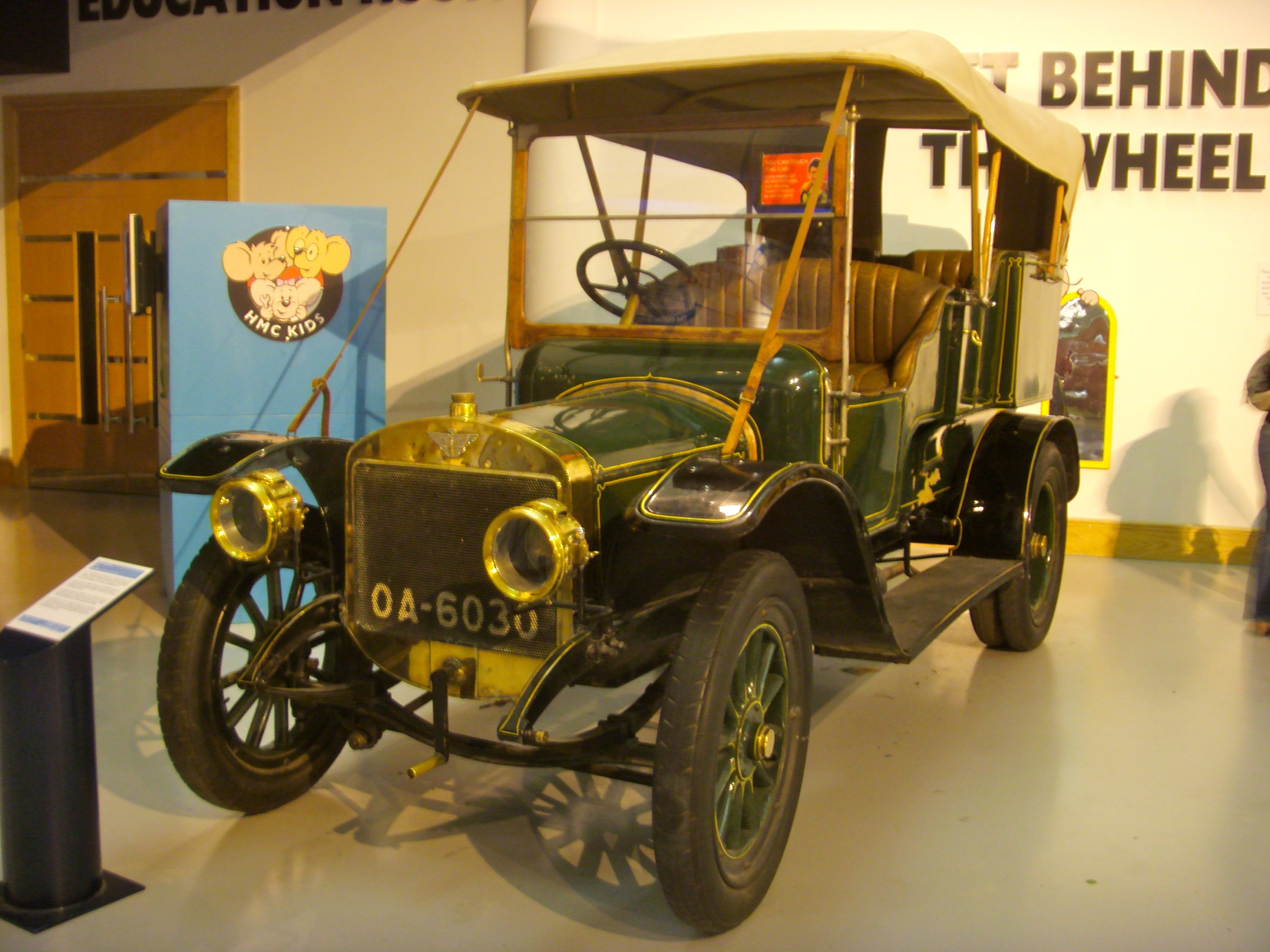
Austin de 30 Hp, 1907.
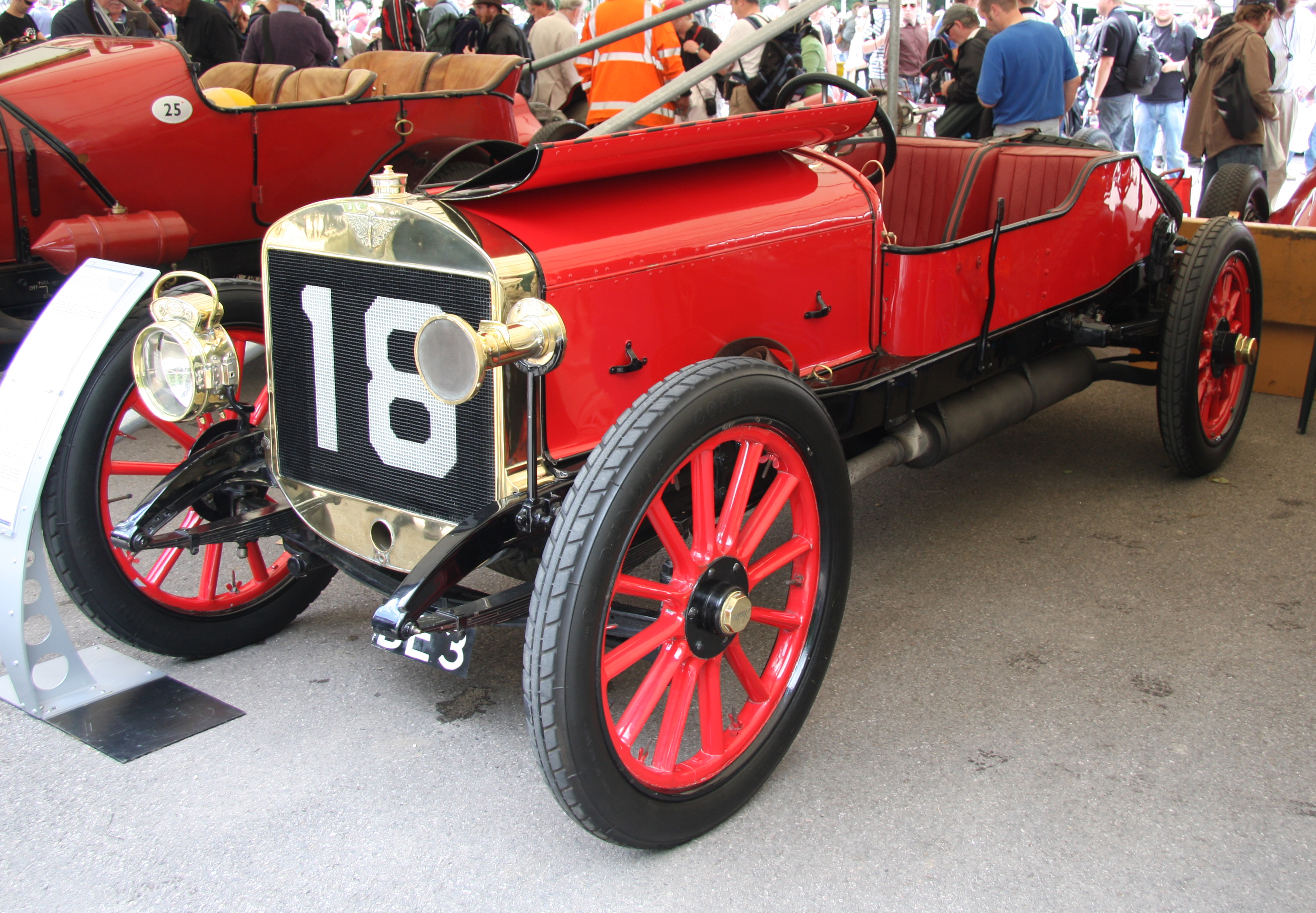
Austin de 100 Hp, coche de carreras de Gran Premio, 1908.
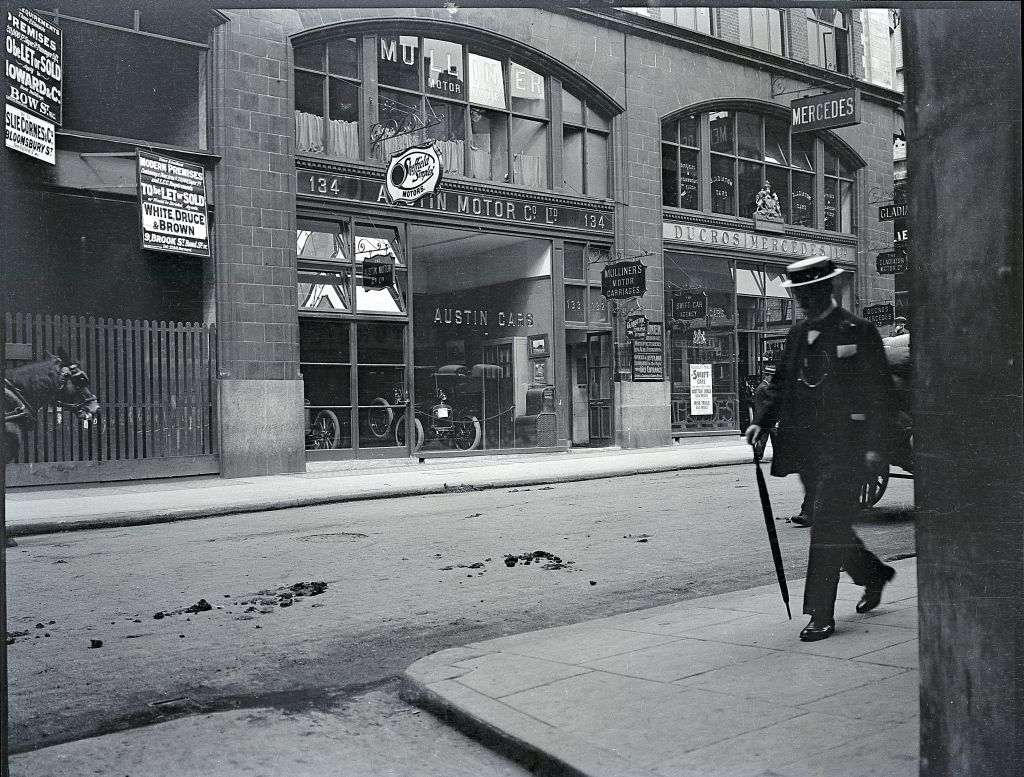
Austin Motors showroom, Long Acre, Londres, c. 1910.

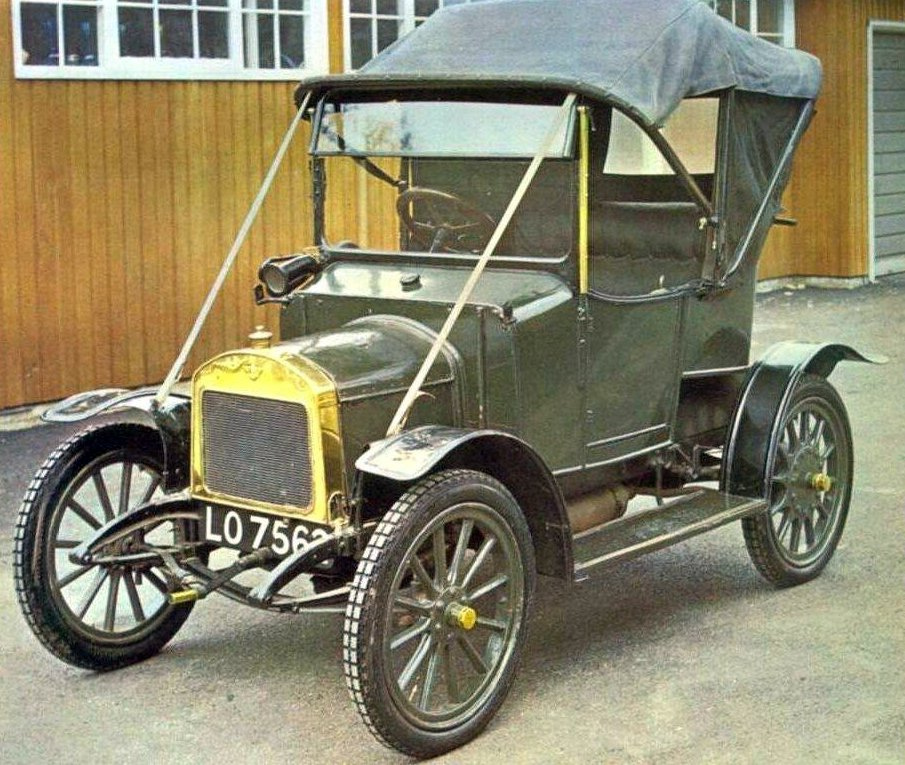
Austin 7 h.p. Tourer 1911.
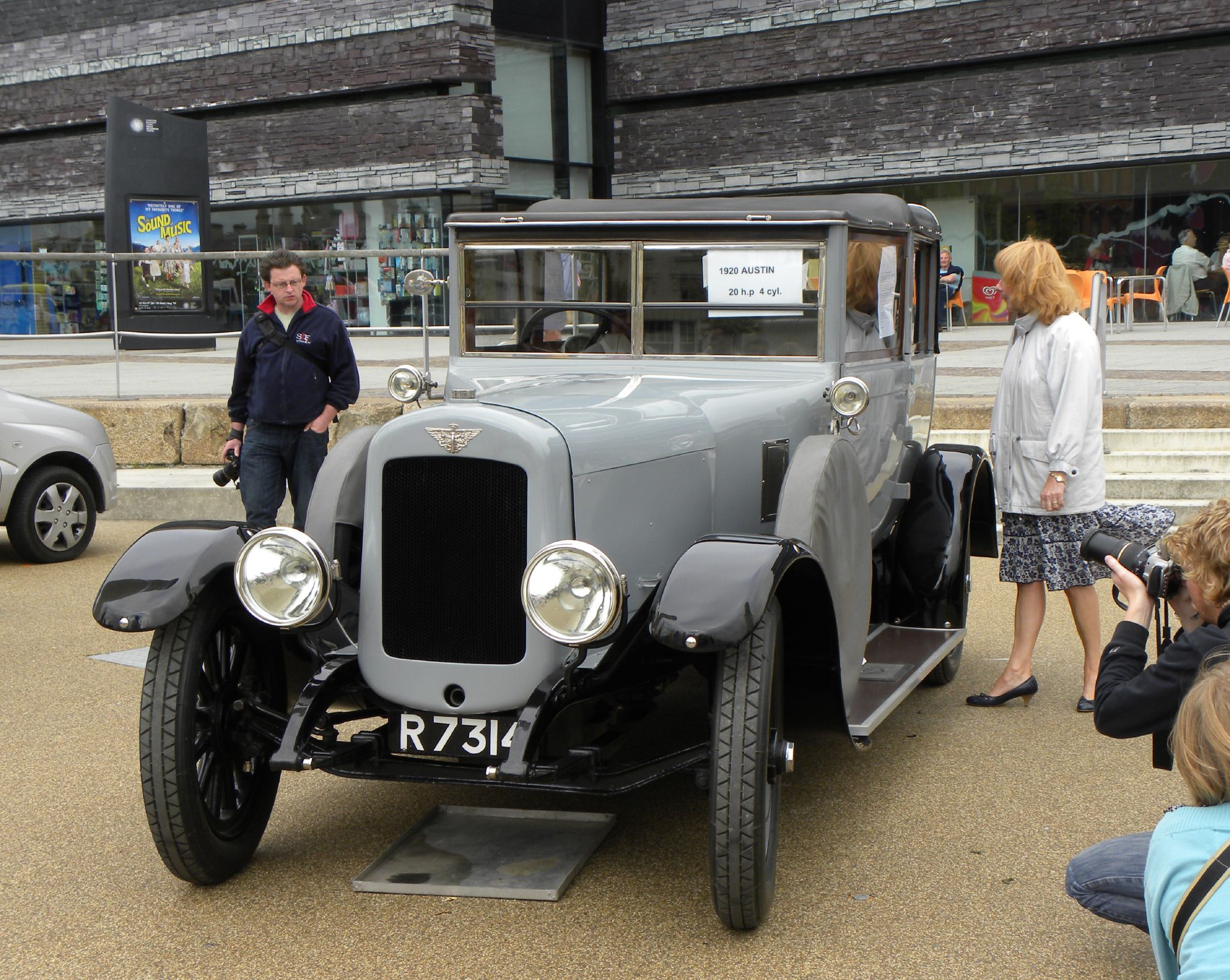
Twenty 3.6 litros cupé allweather 1920.
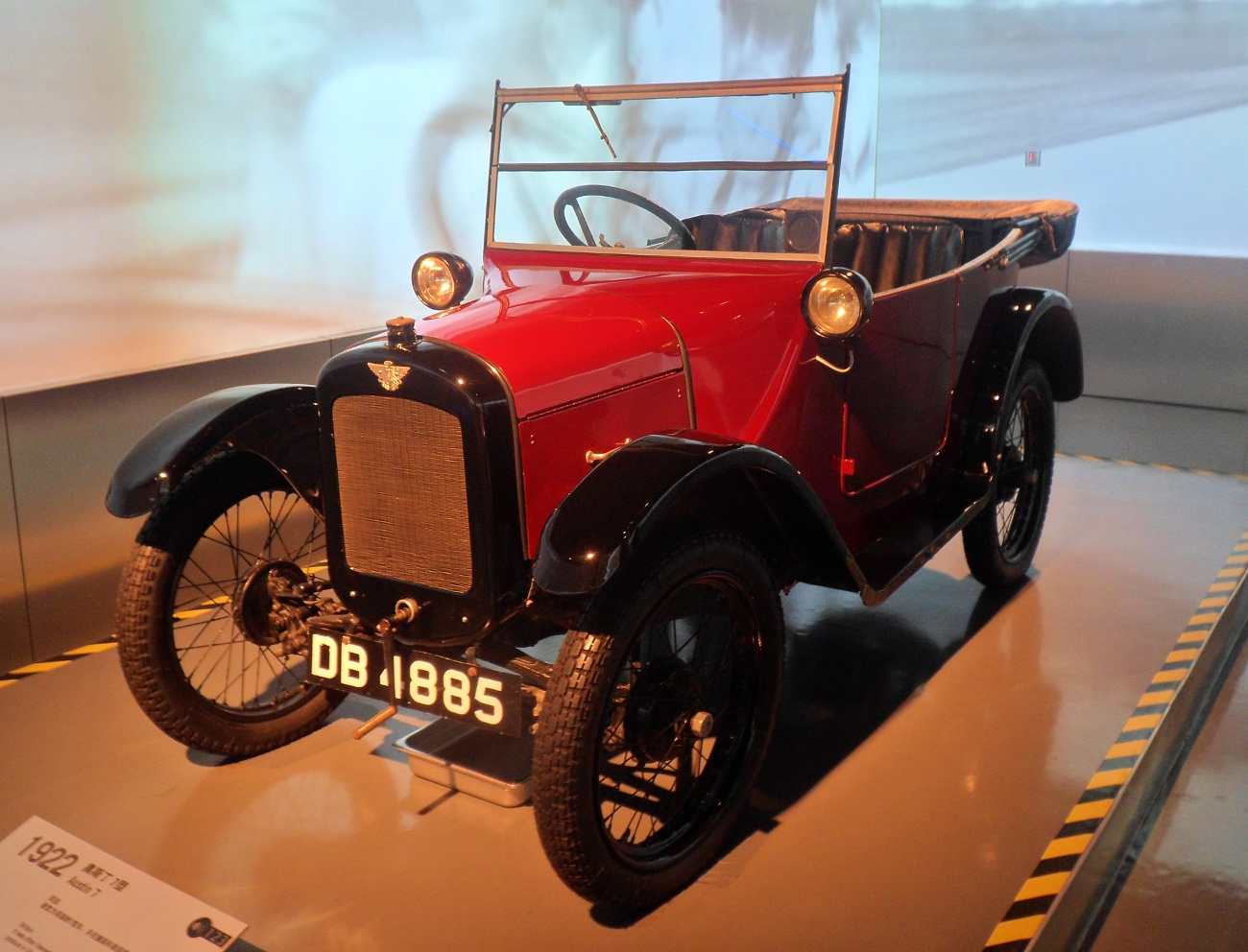
Austin 7 1922.
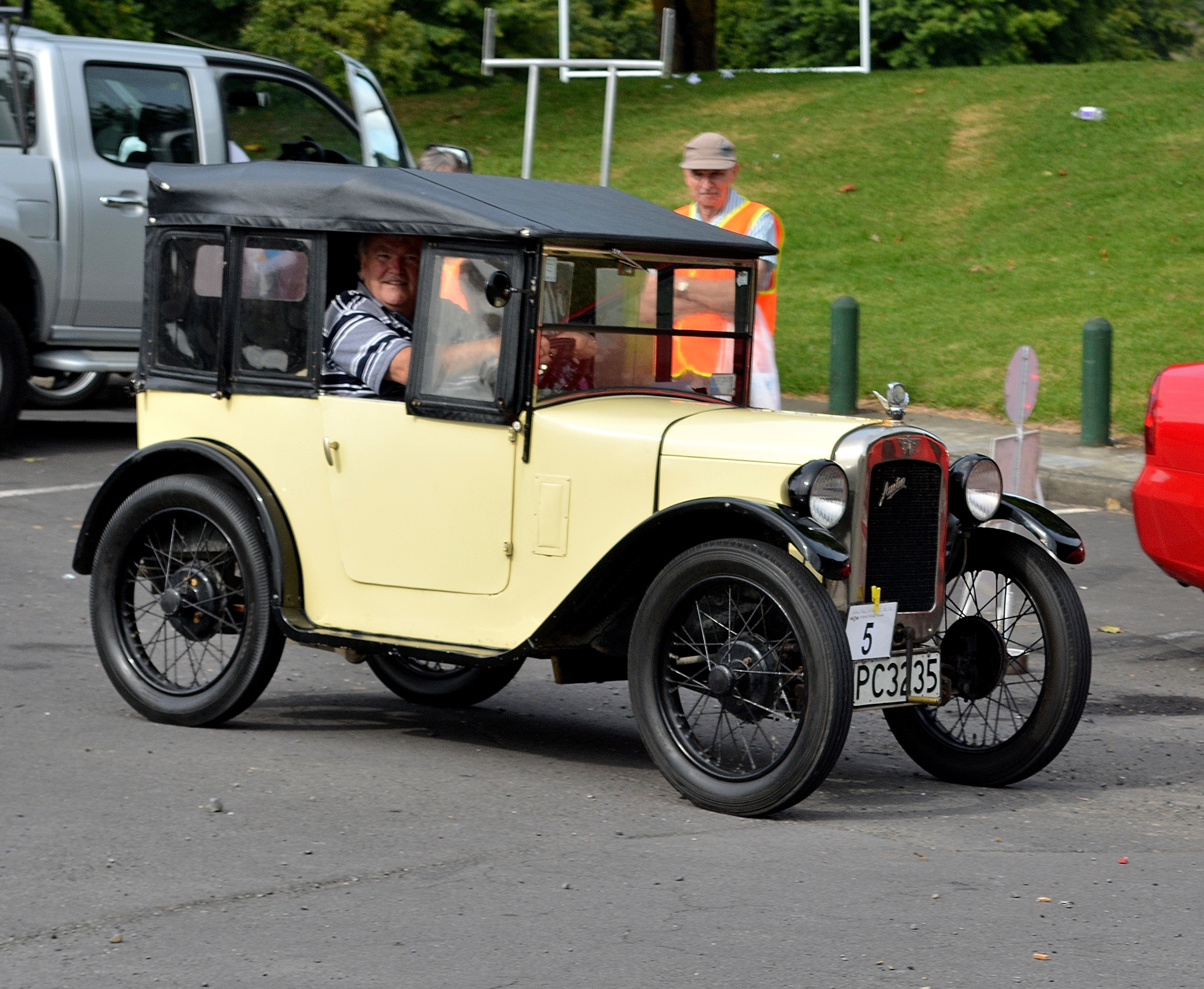
Austin 7 berlina 1929.

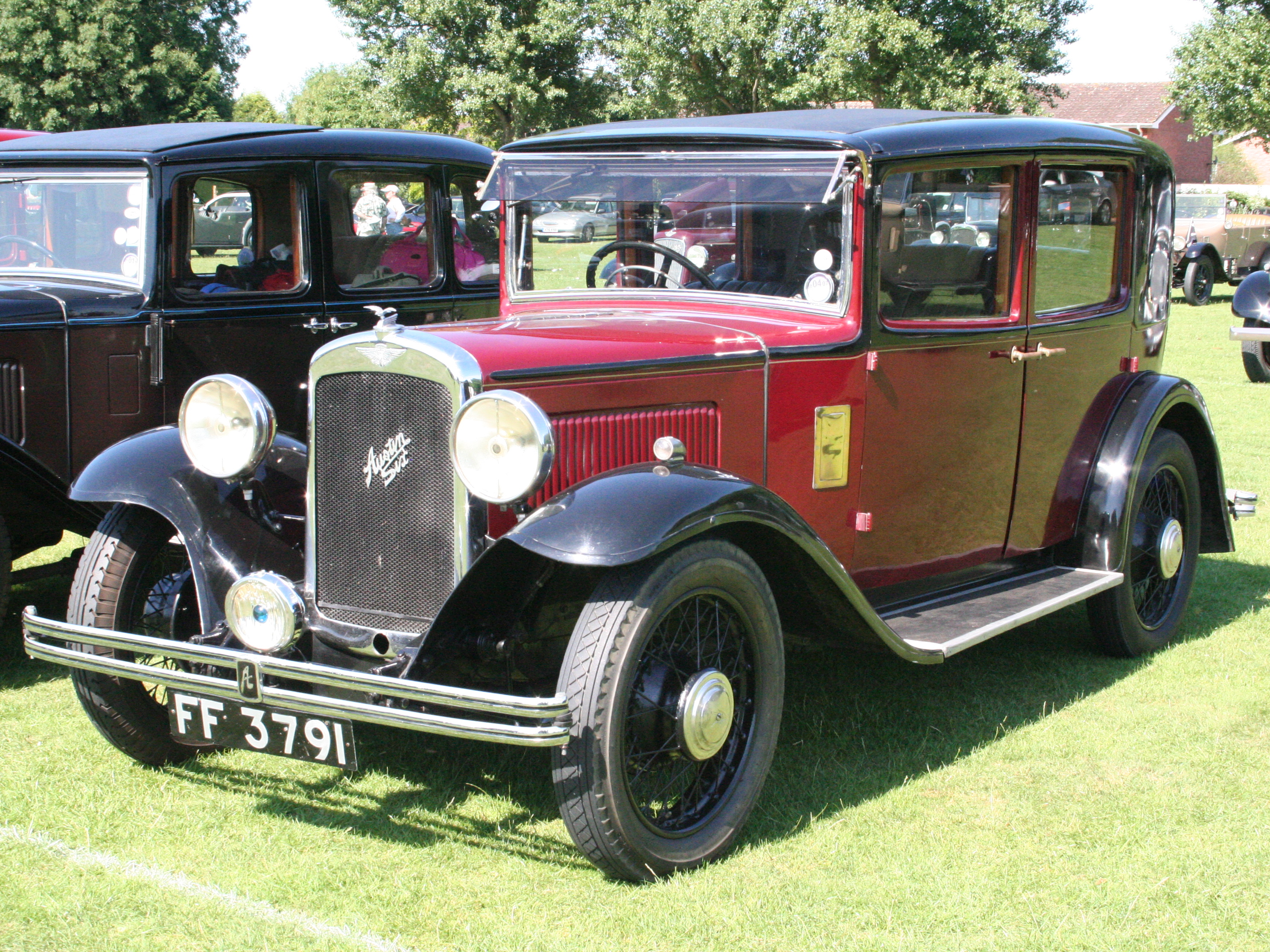
Sixteen Westminster berlina 1932.
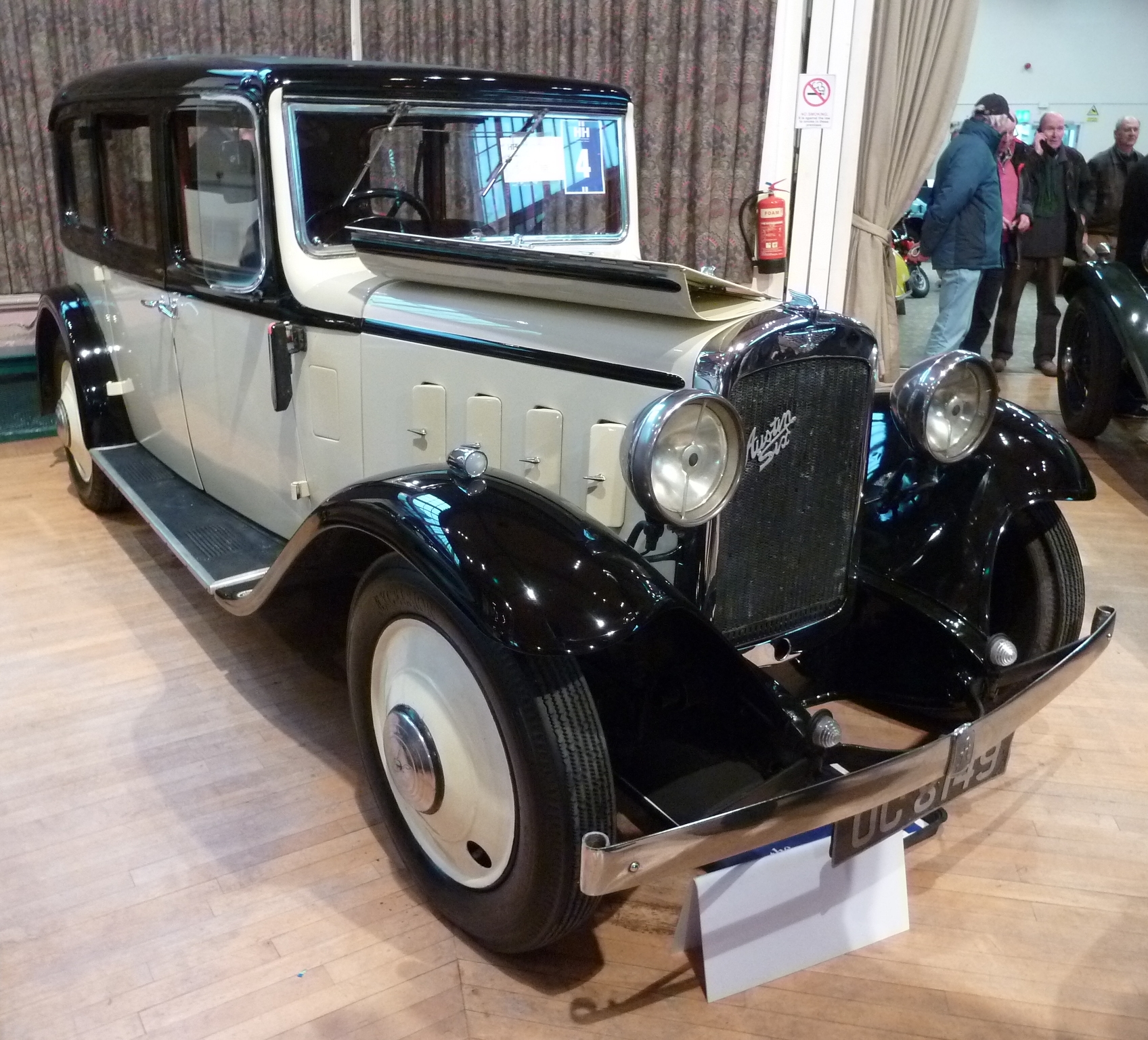
Sixteen Carlton 7 plazas 1934
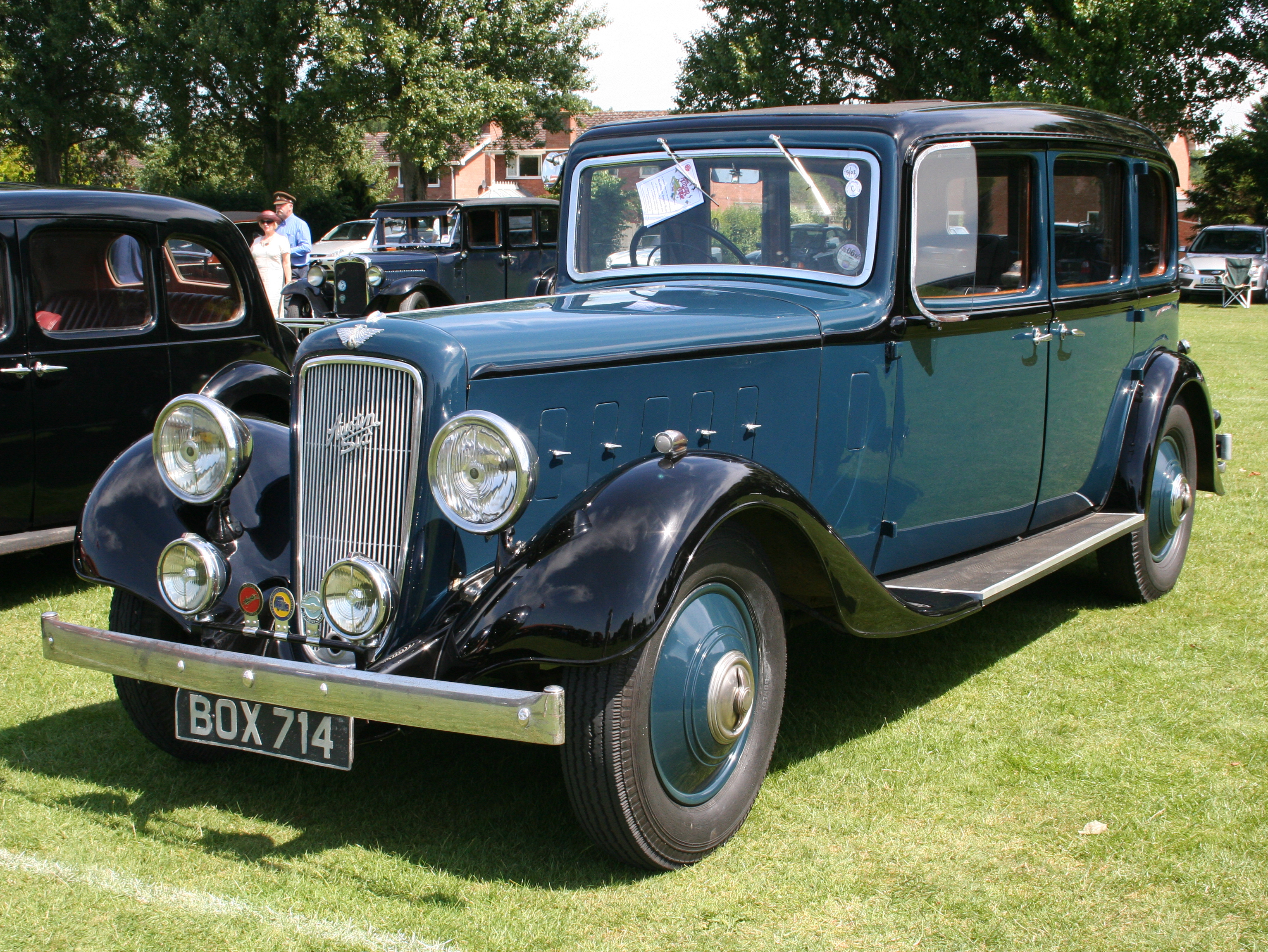
Twenty Mayfair 1936
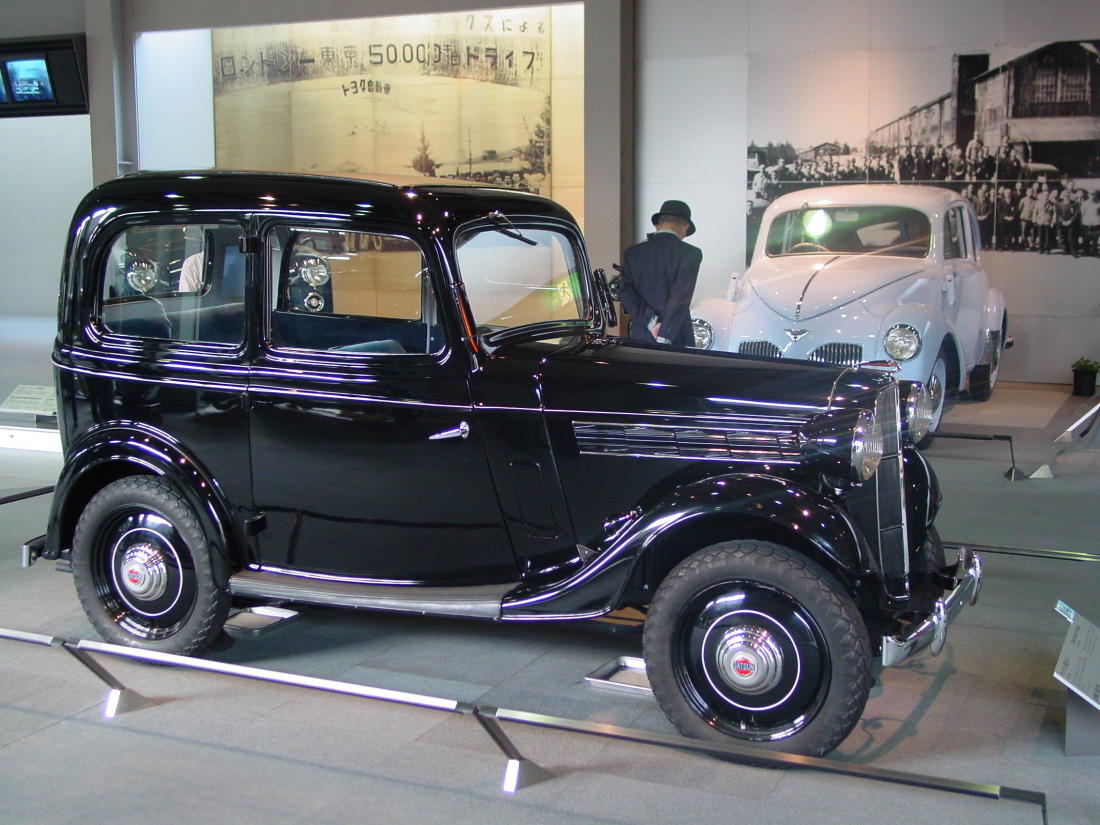
Datsun modelo 16-Ruby Seven 1937

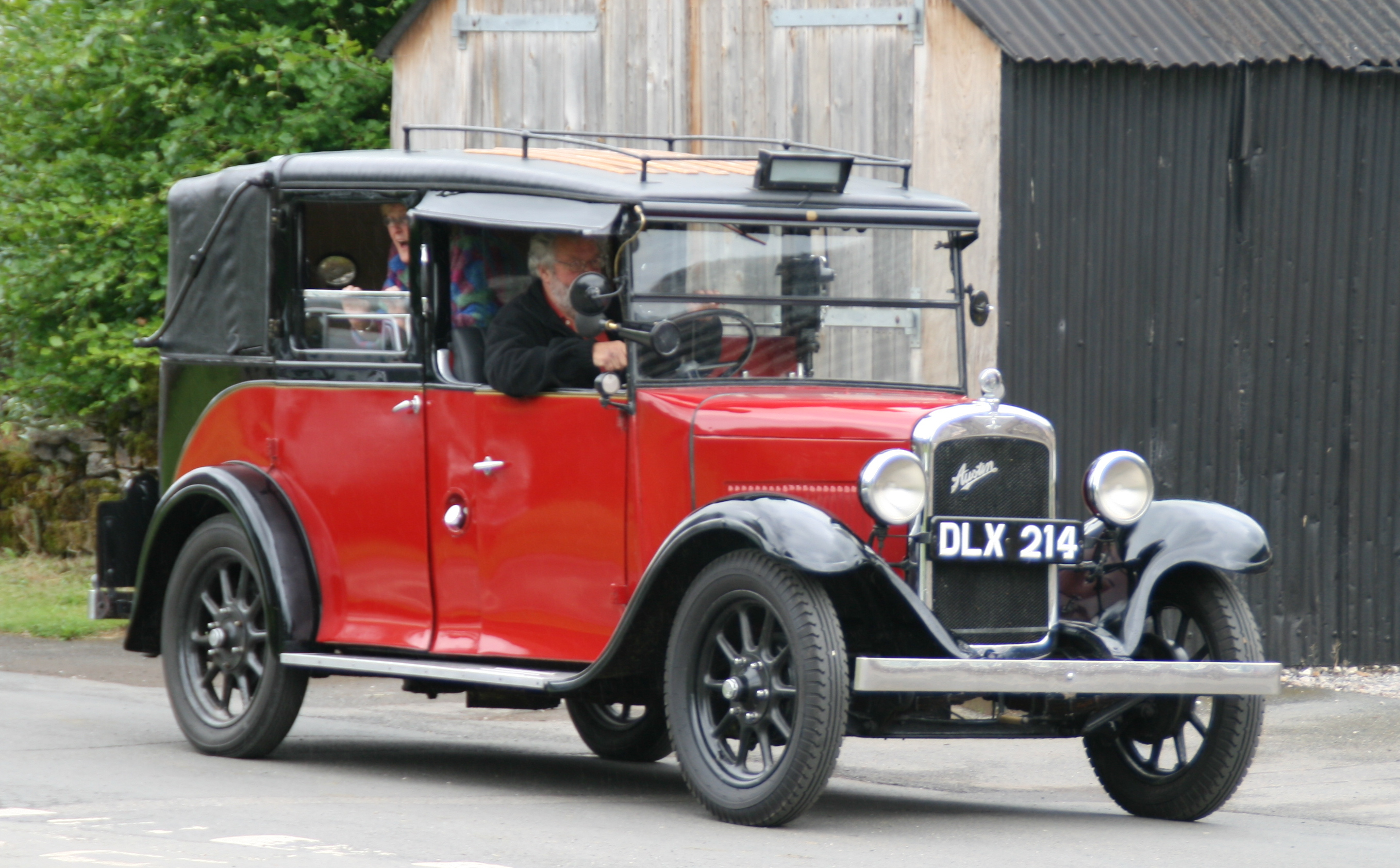
Taxi Low Loader de 1937
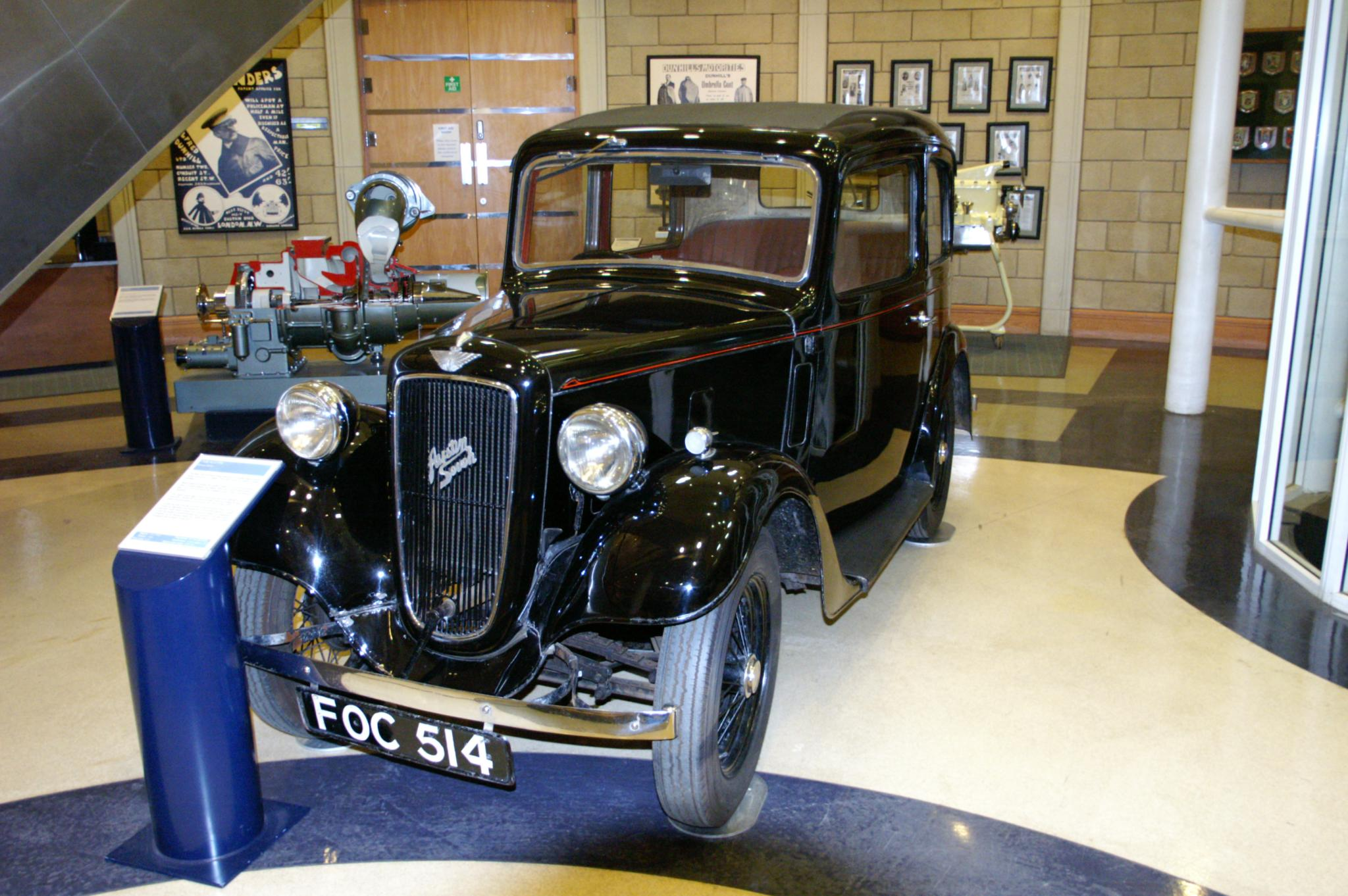
Austin Seven Ruby 1938
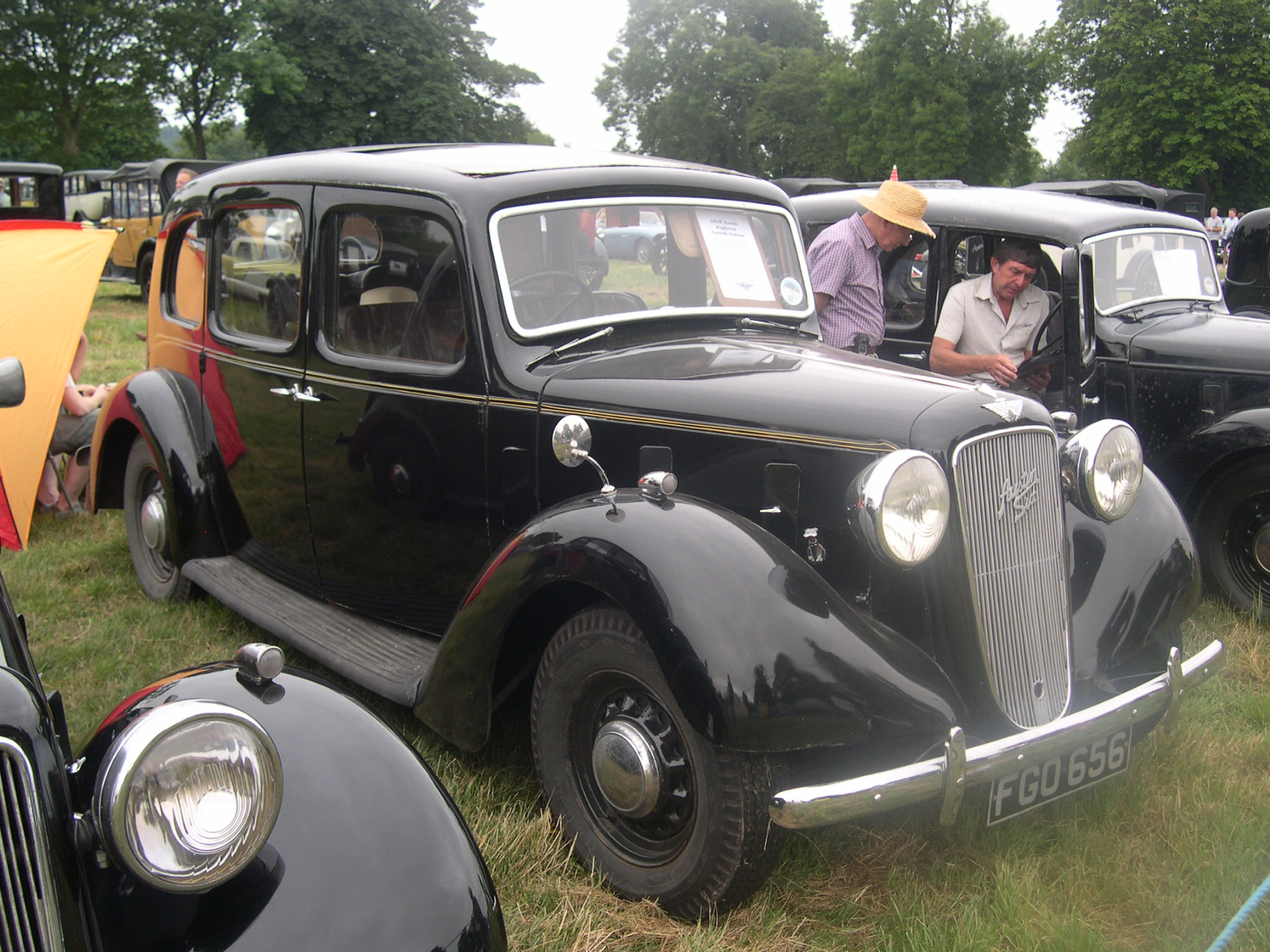
Eighteen Norfolk 1938
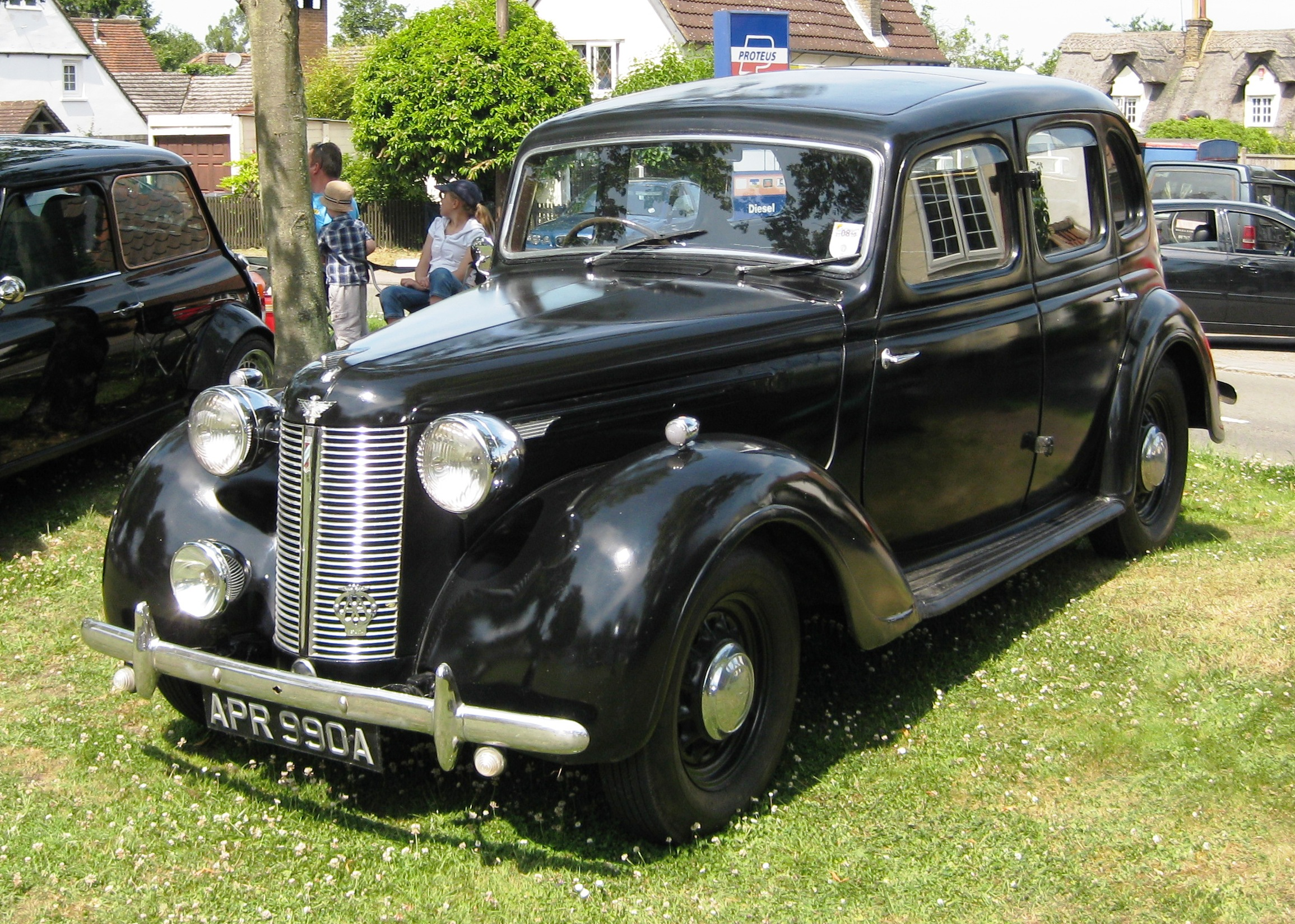
12 1946 (1465cc)

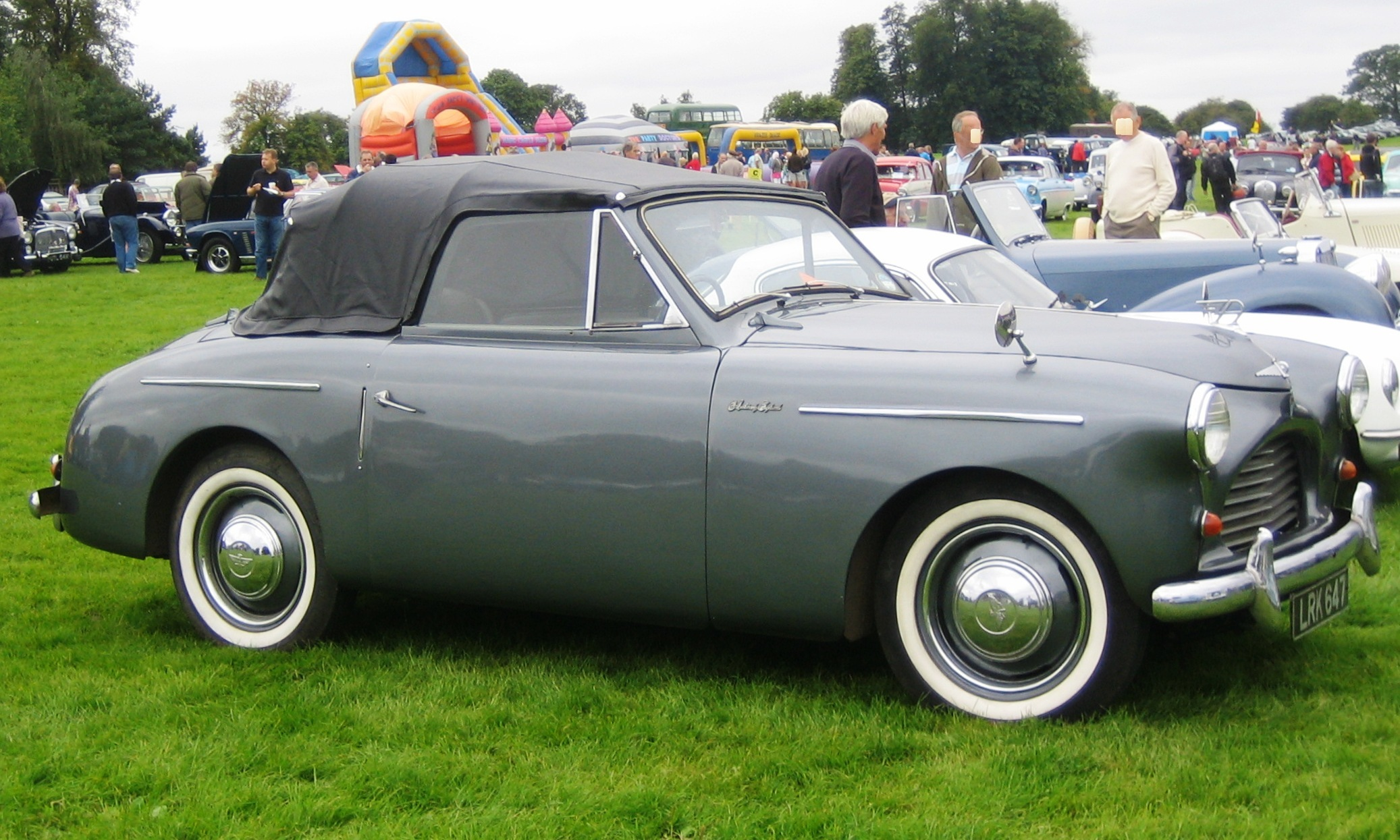
Austin A40 Sports, hacia 1951.
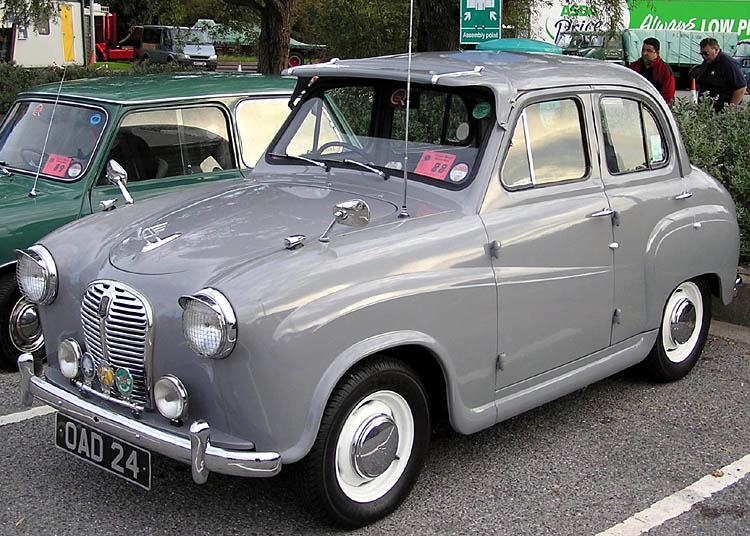
A30 1954.
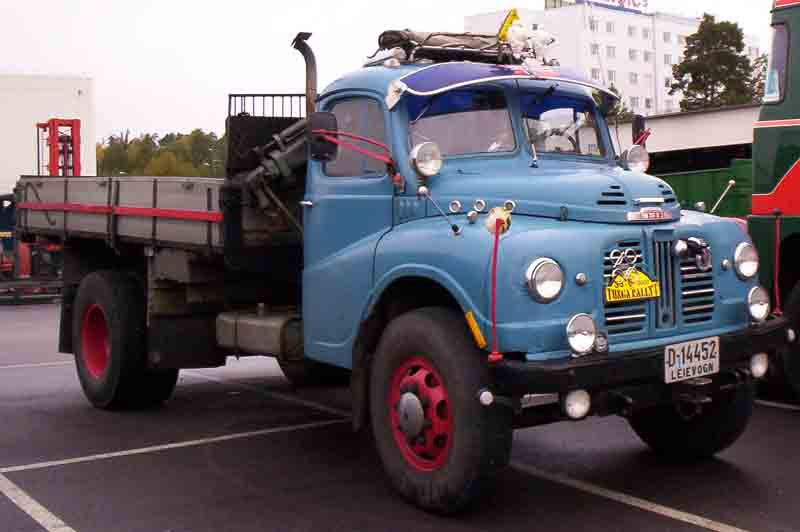
Camión LWB 1954
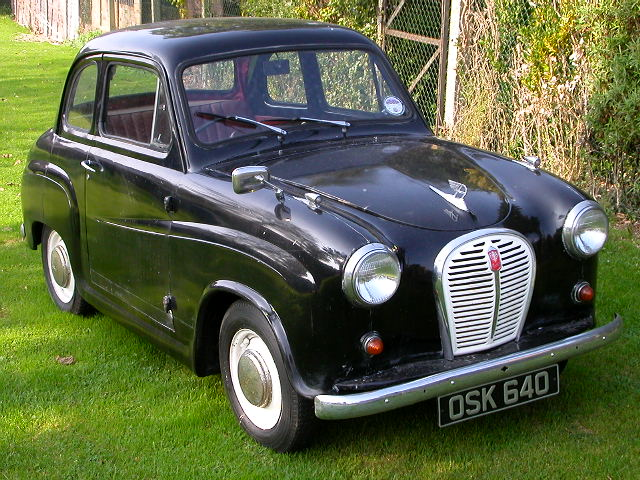
Austin A35 1956

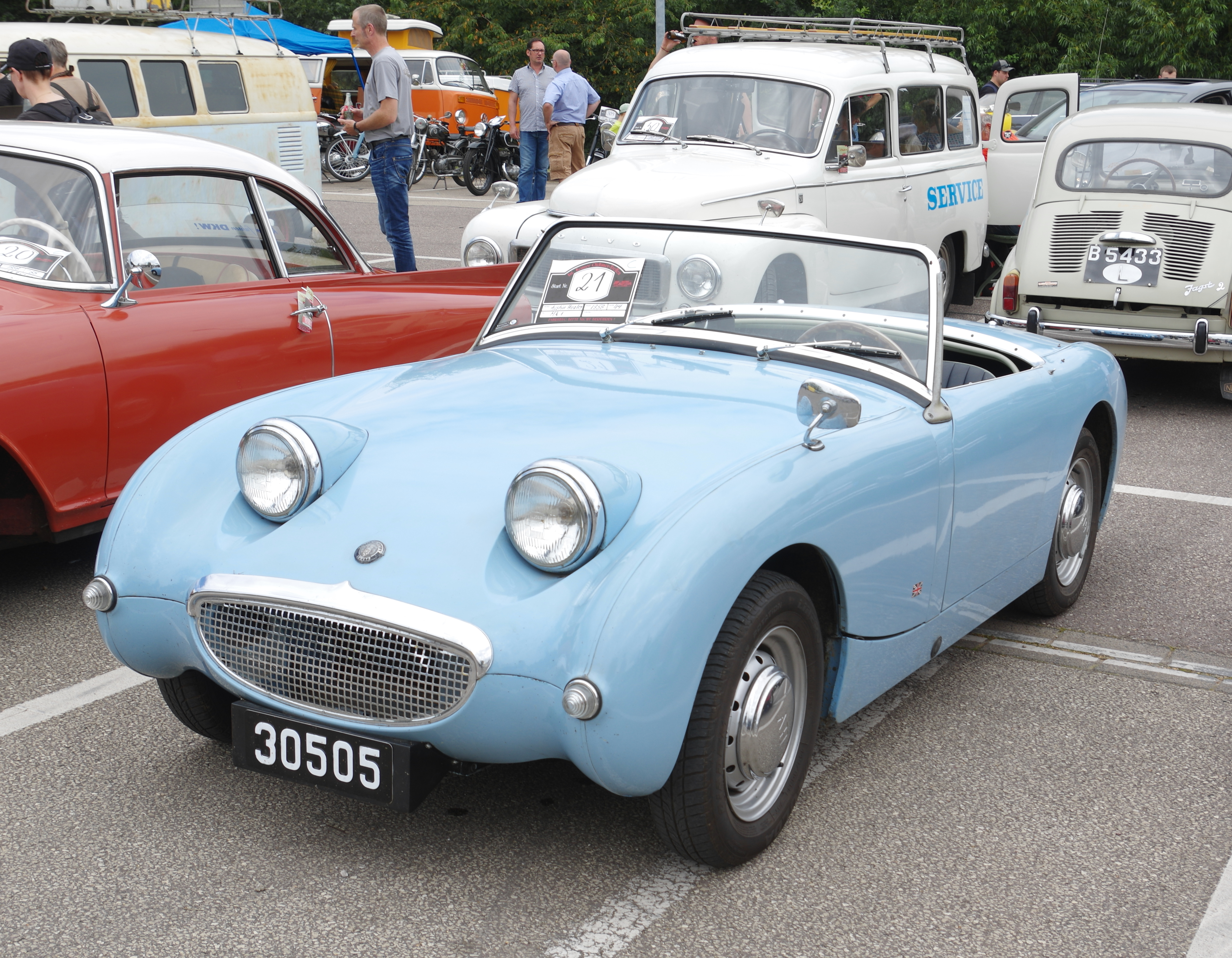
Austin-Healey Sprite MkI 1960.
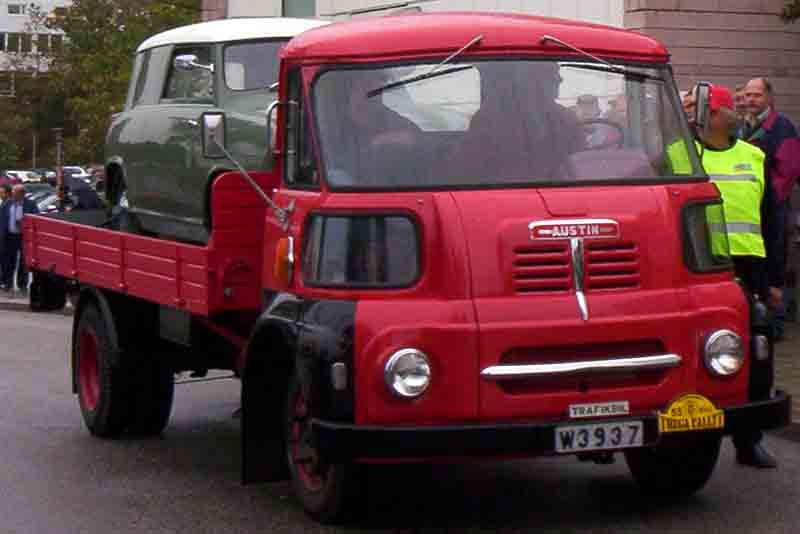
Camión Austin FG A200FT 1962
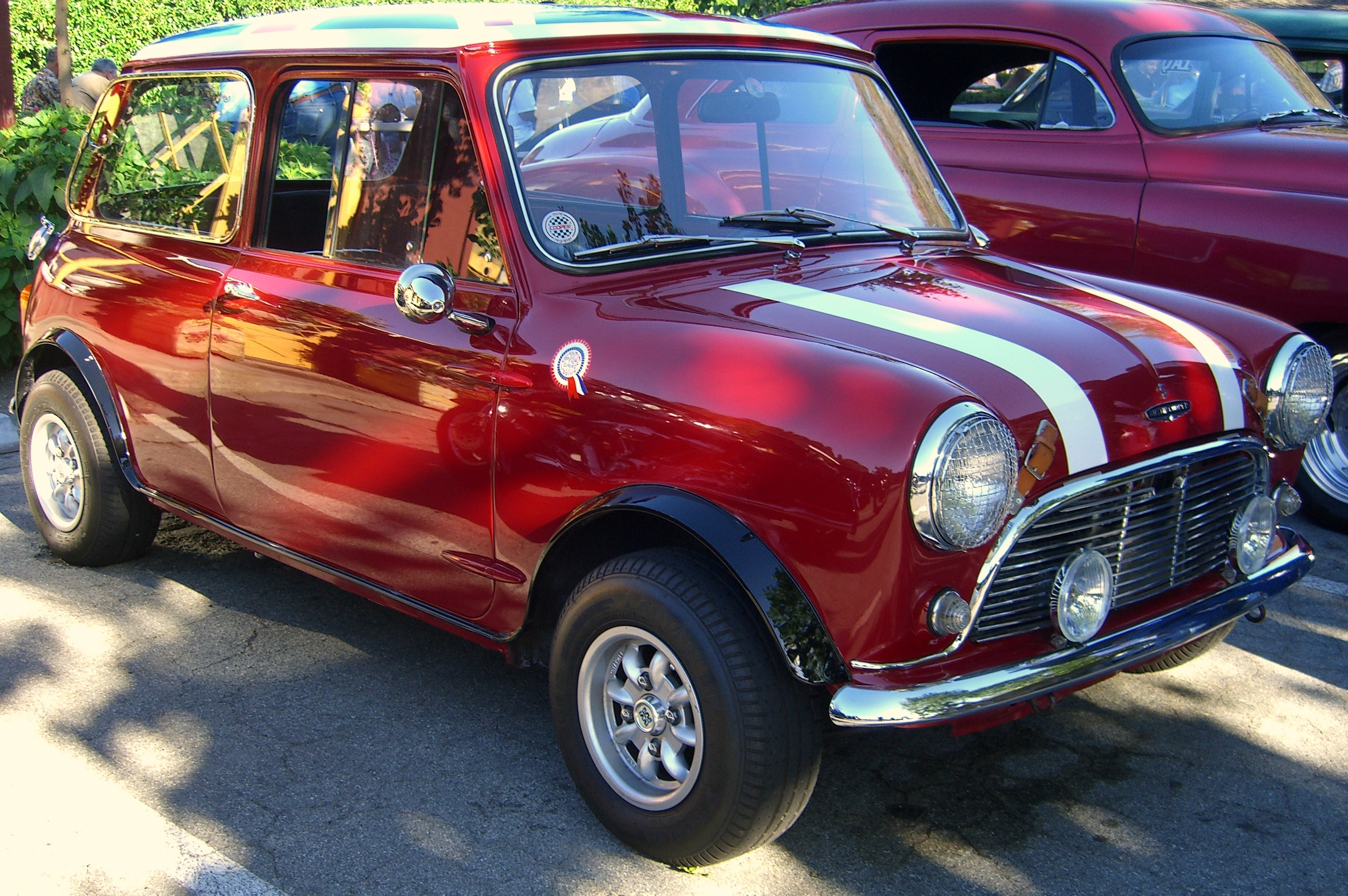
Mini 1963.
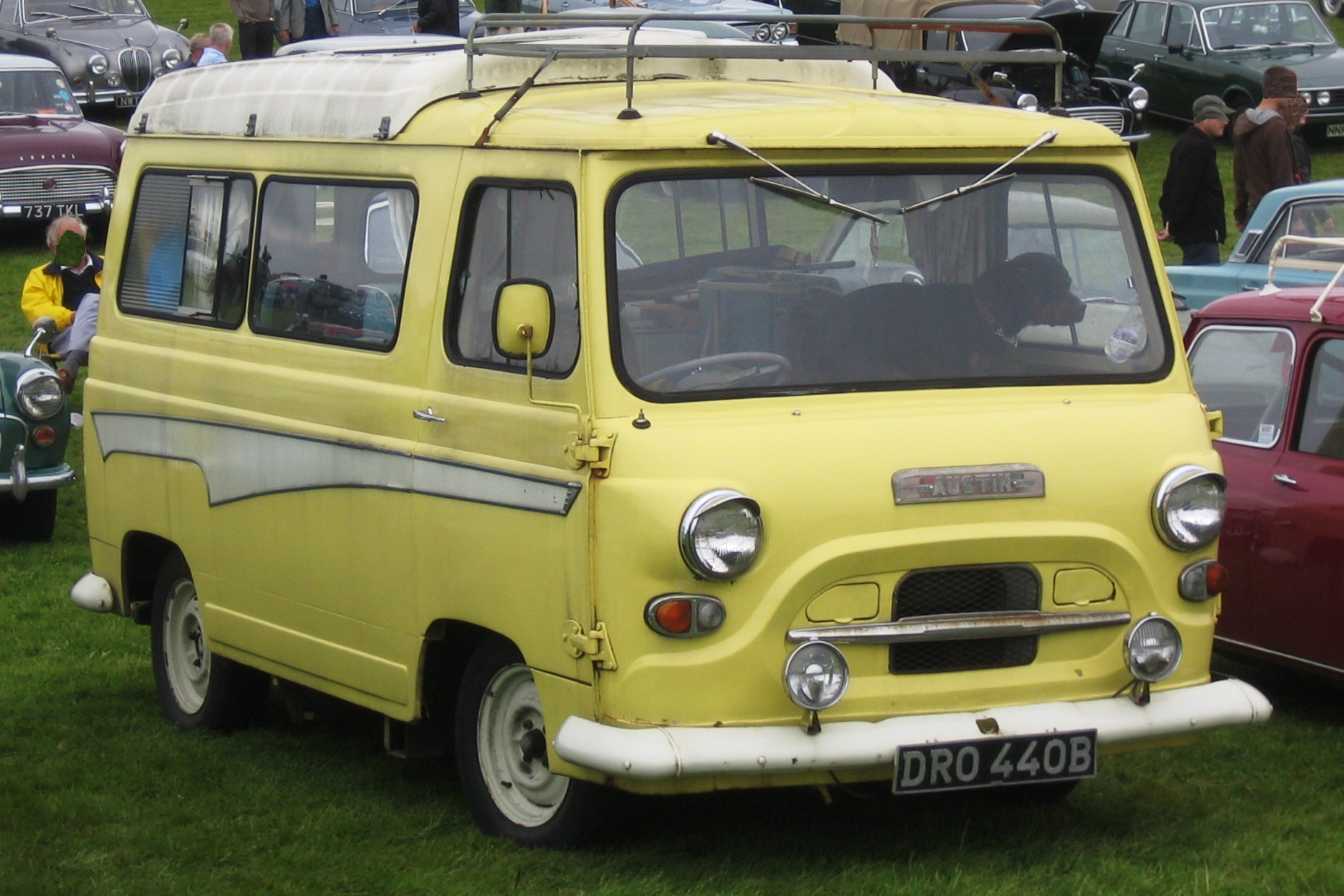
Camioneta Light c. 1964

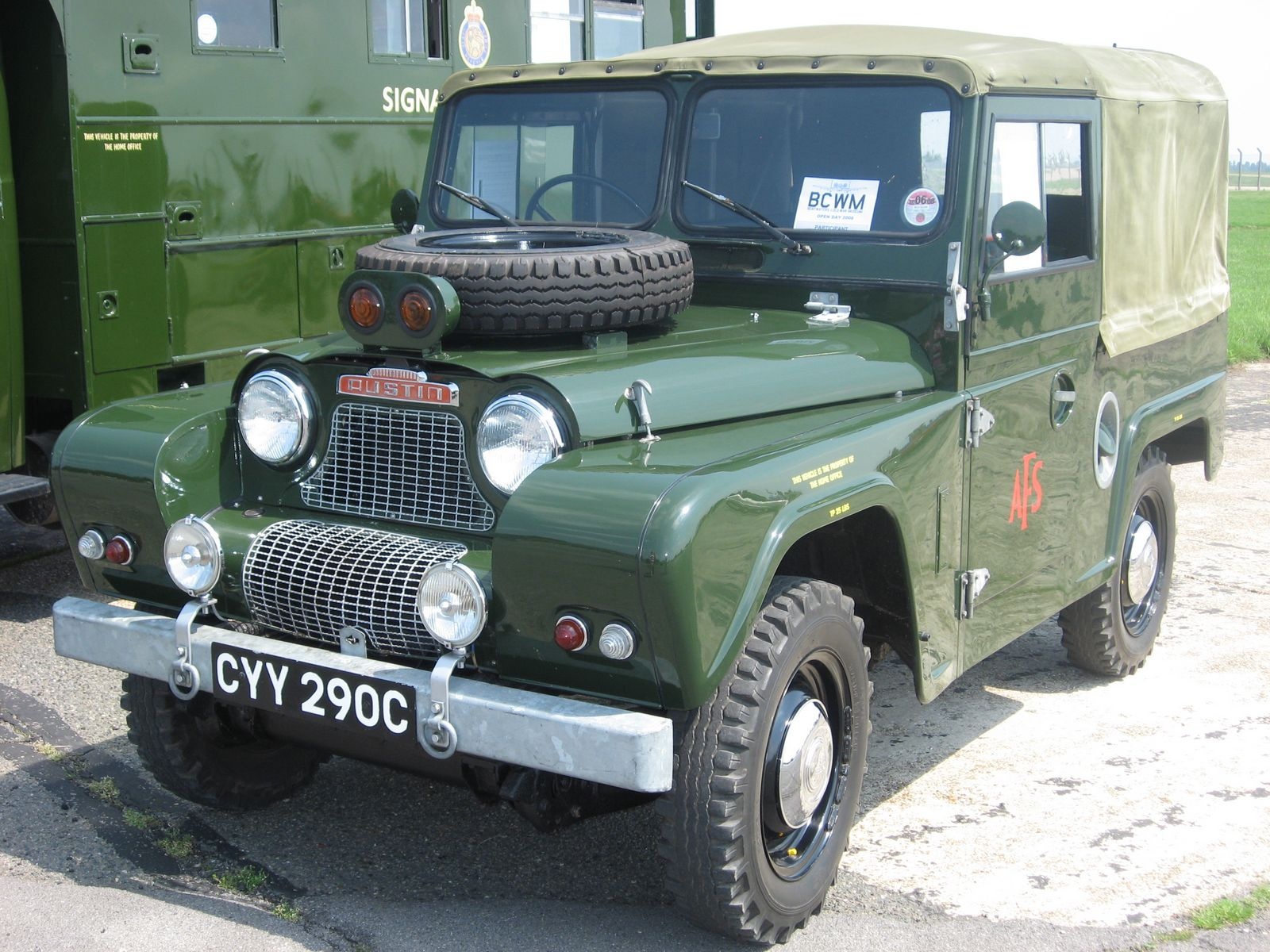
Austin Gipsy 1965
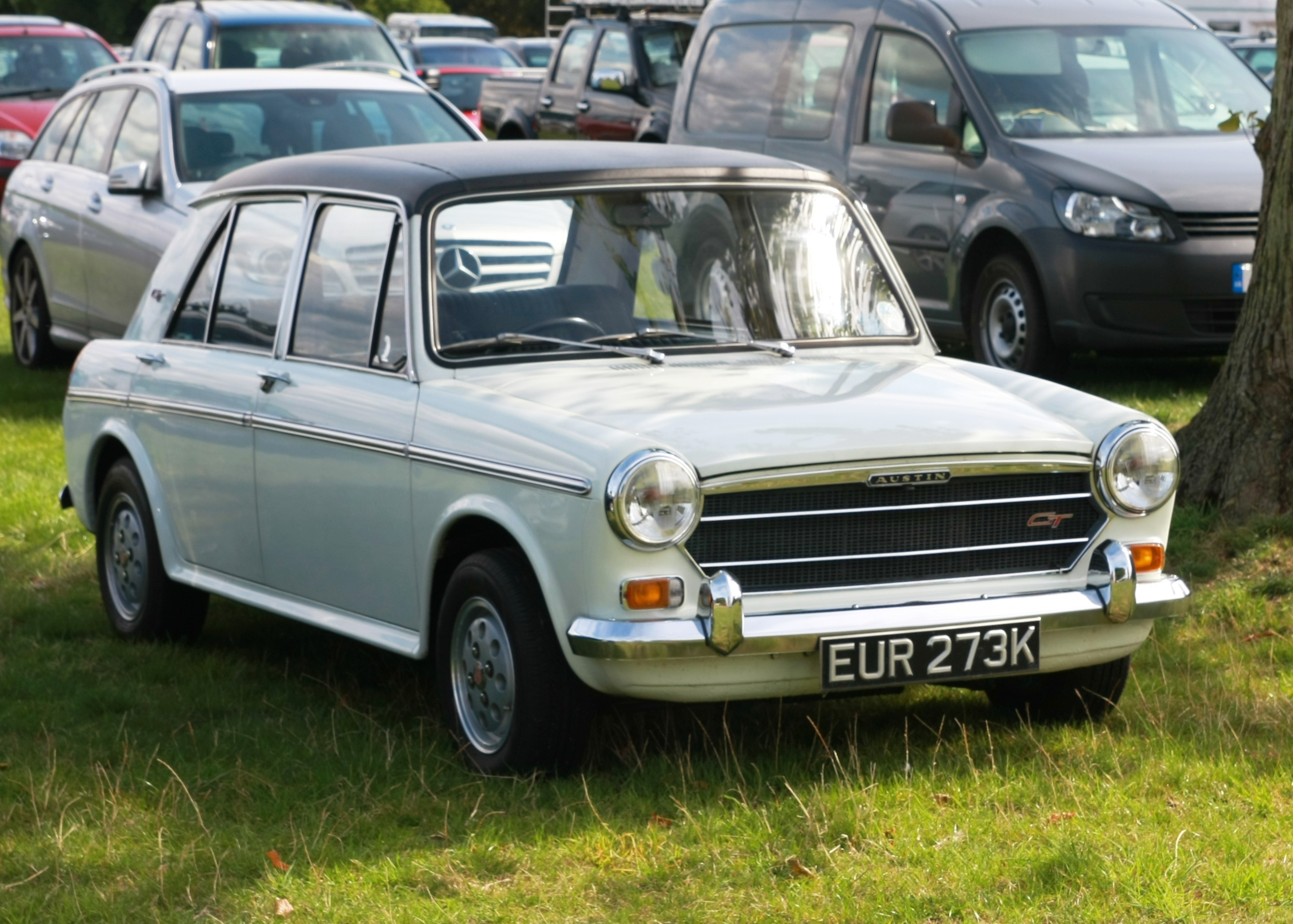
Austin 1300 GT 1972.
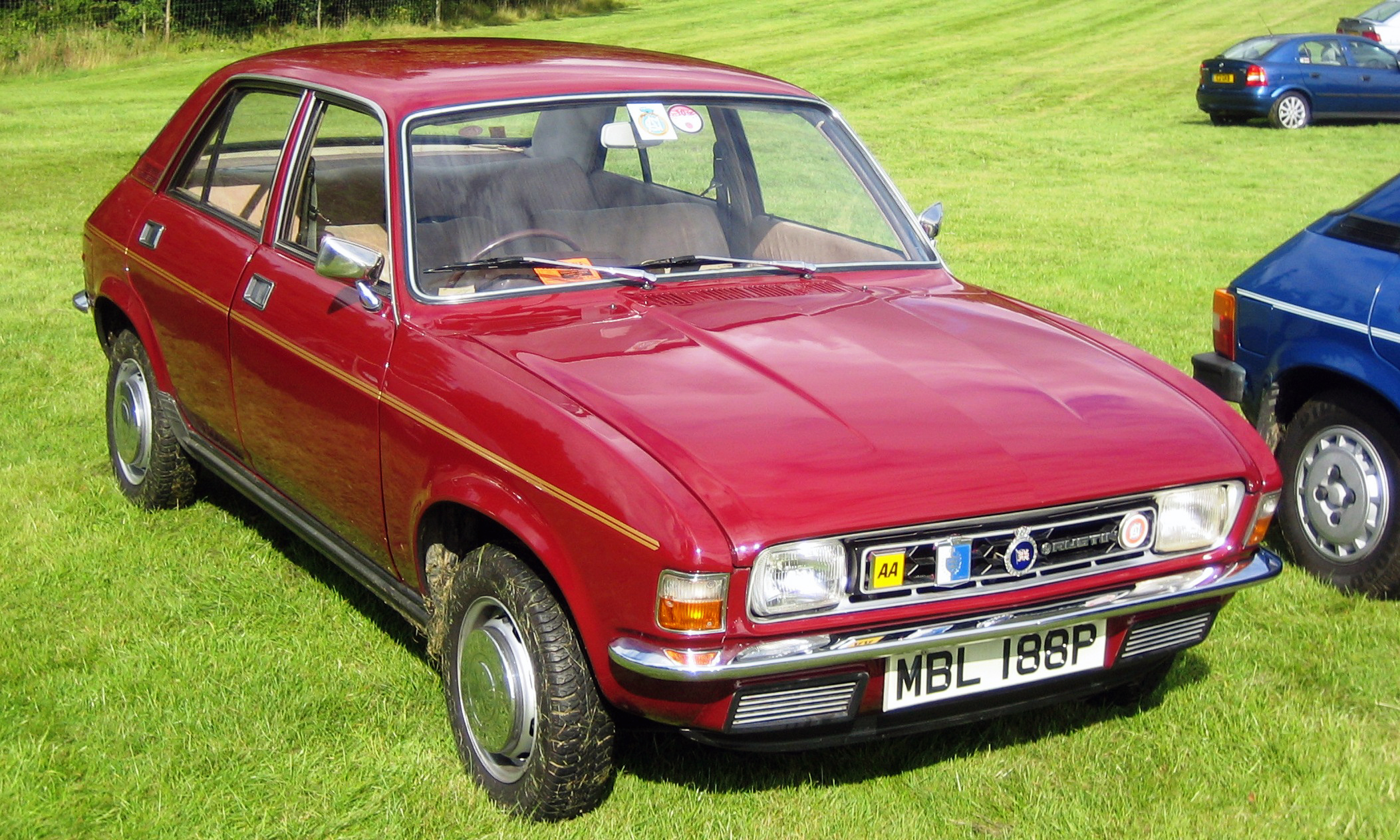
Austin Allegro, 1975.
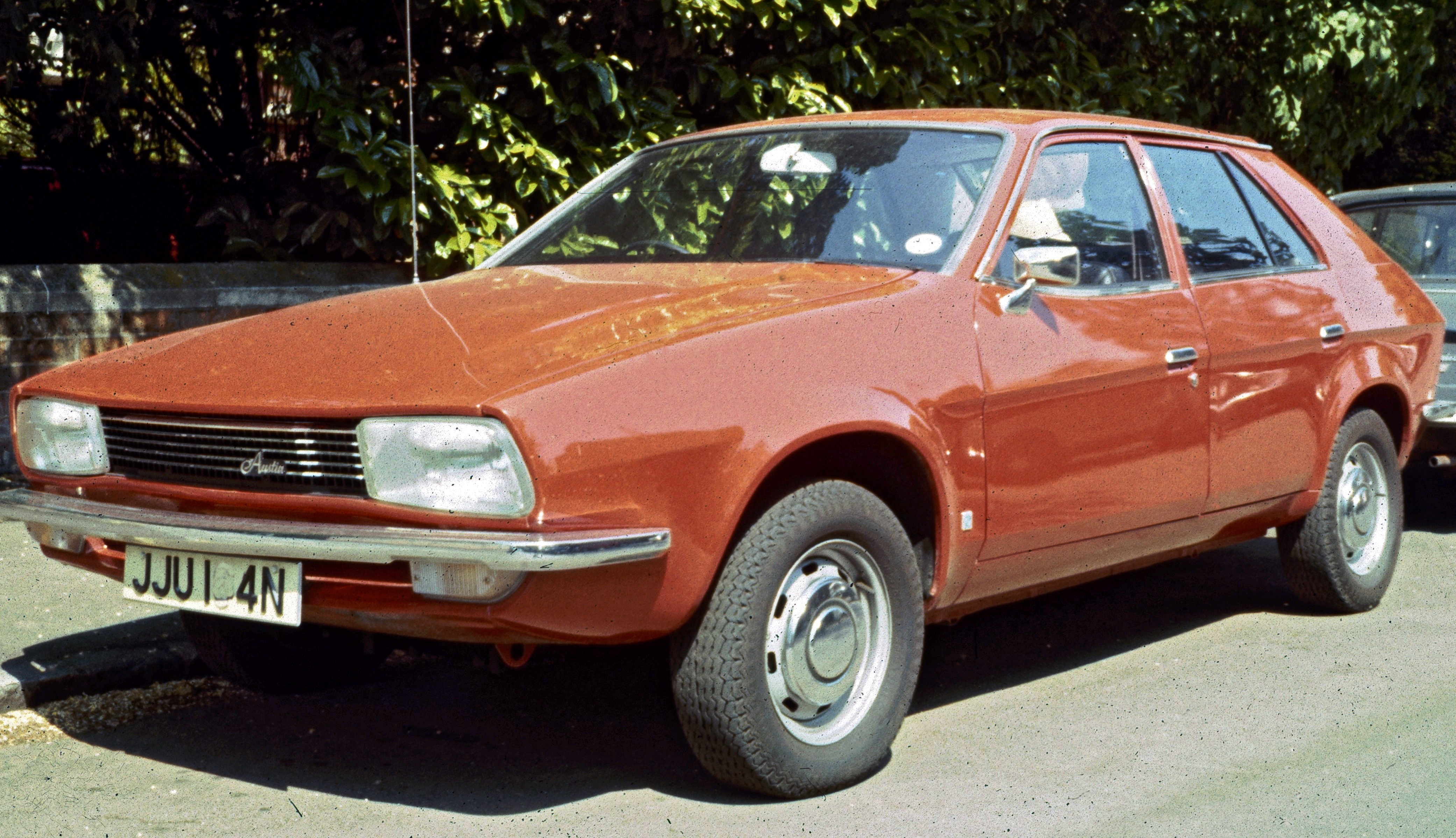
Princess 1975.

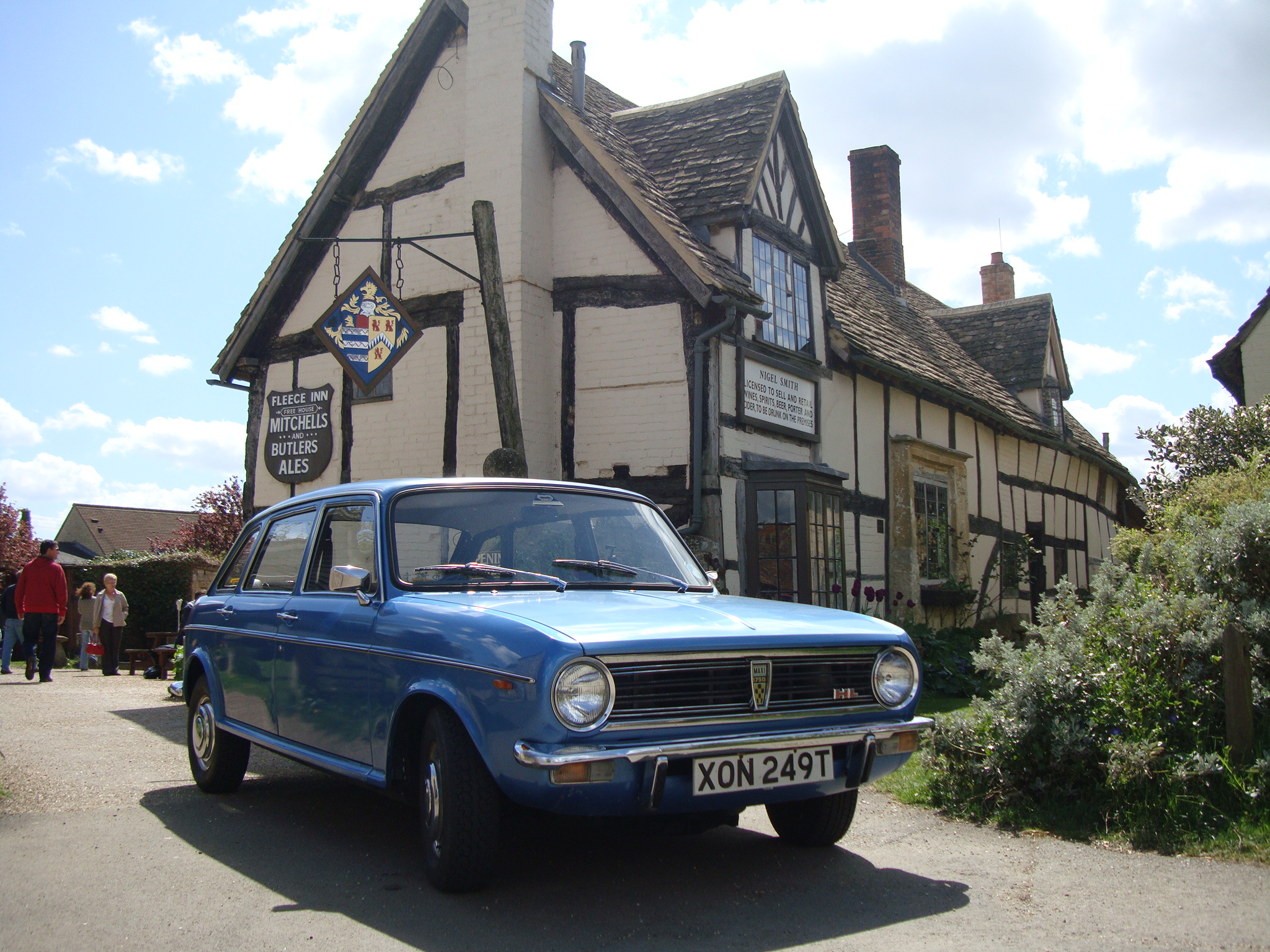
Austin Maxi 1979.
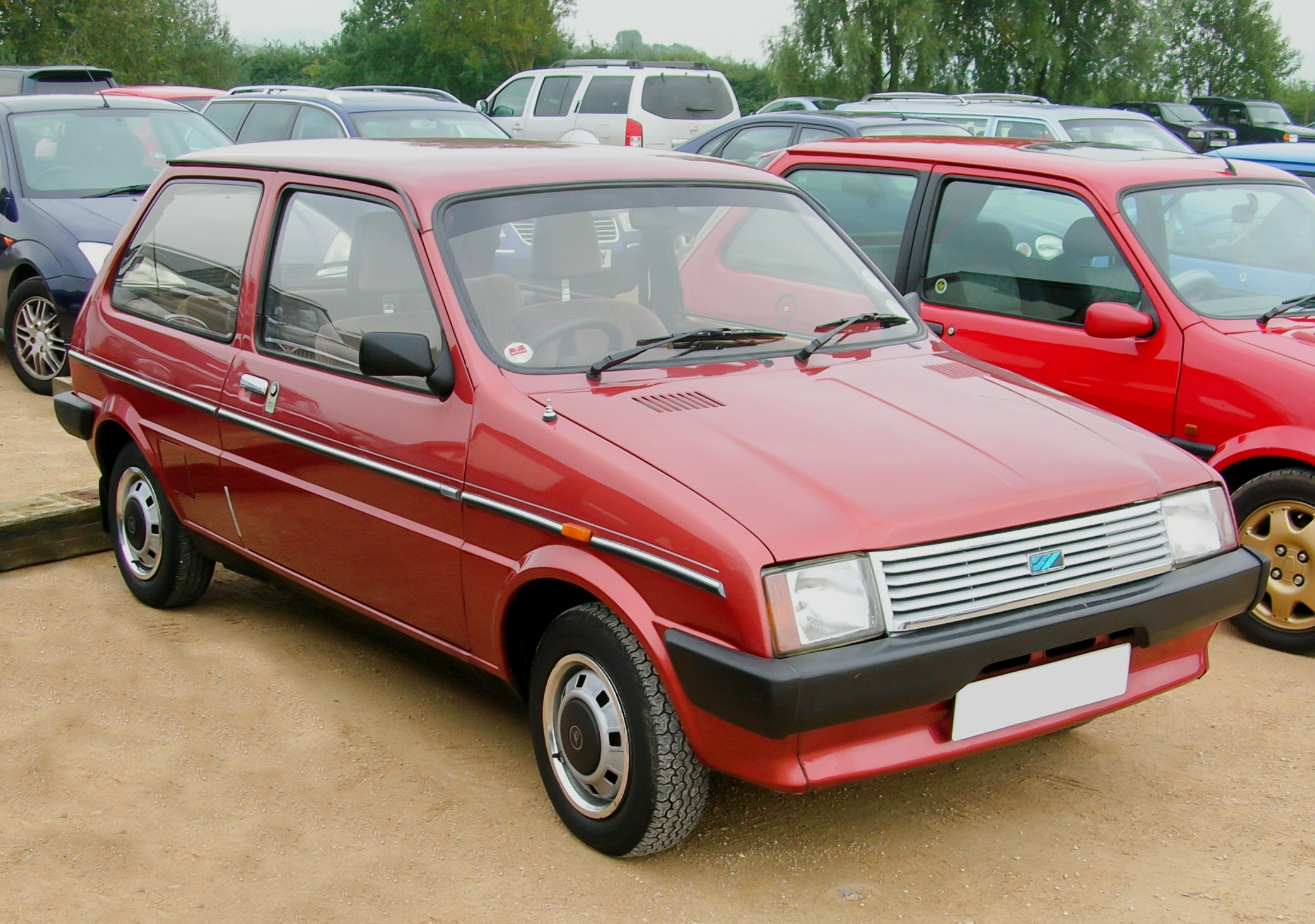
MG Metro, lanzado en 1980.
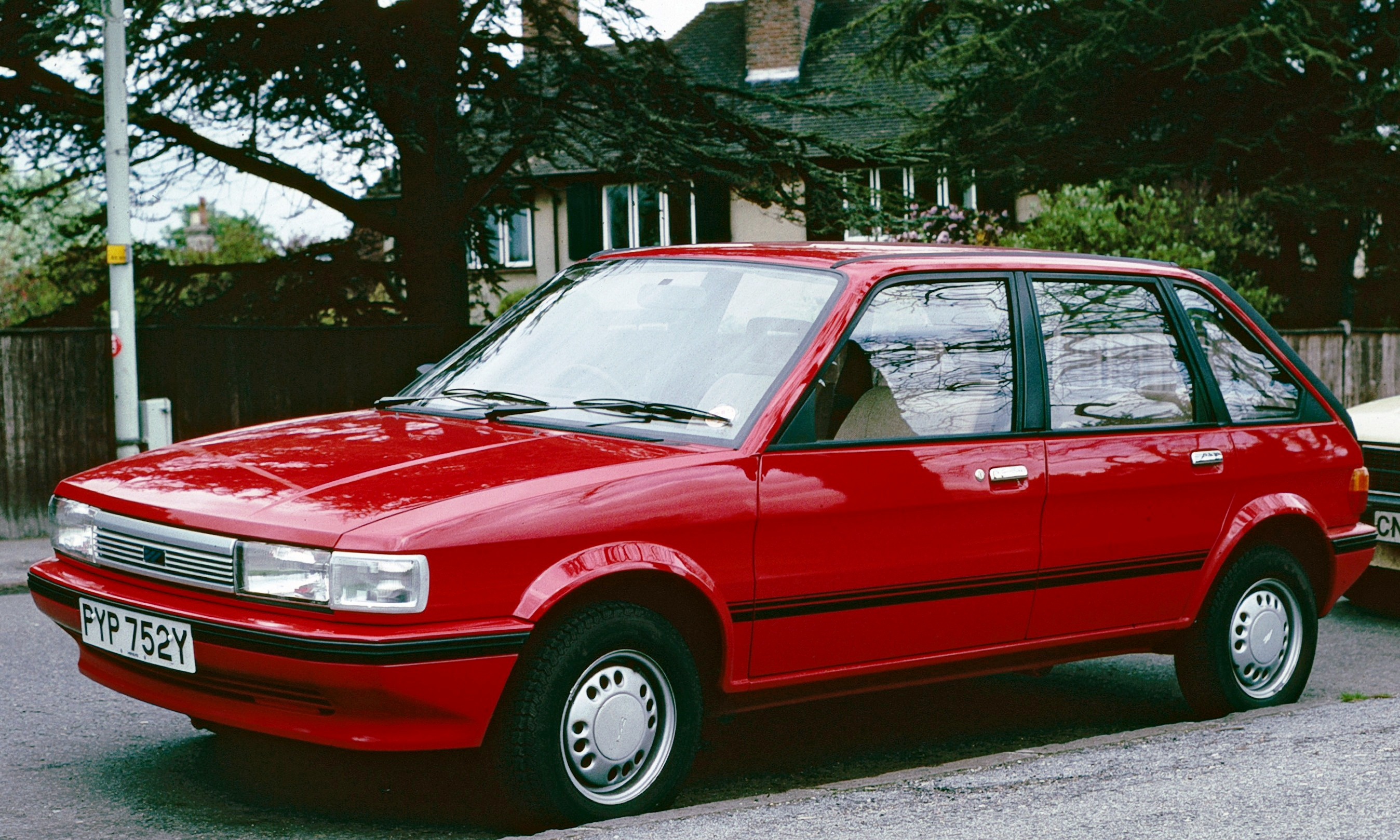
Austin Maestro, lanzado en 1983.
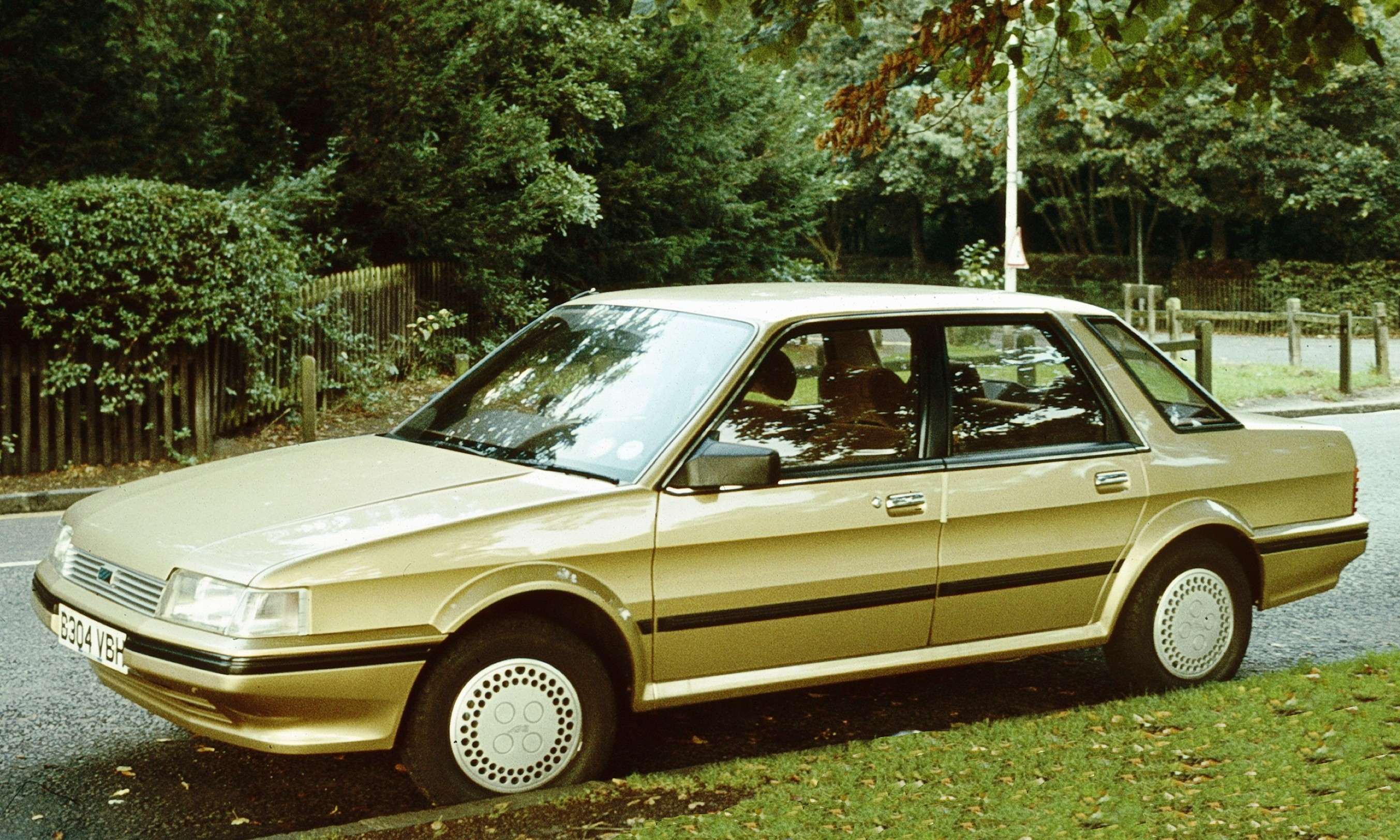
Austin Montego, lanzado en 1984.

## Línea Temporal
| 1885                  | 1896                  | 1901                  | 1904                  | 1905                  | 1910                  | 1913                  | 1922                  | 1930                  | 1951                  | 1952                      | 1961                      | 1962                      | 1965                      | 1966                      | 1967                      | 1968                              | 1981                              | 1982               | 1985               | 1986             | 1987             | 1993             | 1999                            | 2000                            | 2005                                  | 2006                                  | 2010                                  | 2011                                  | Presente                              |
| --------------------- | --------------------- | --------------------- | --------------------- | --------------------- | --------------------- | --------------------- | --------------------- | --------------------- | --------------------- | ------------------------- | ------------------------- | ------------------------- | ------------------------- | ------------------------- | ------------------------- | --------------------------------- | --------------------------------- | ------------------ | ------------------ | ---------------- | ---------------- | ---------------- | ------------------------------- | ------------------------------- | ------------------------------------- | ------------------------------------- | ------------------------------------- | ------------------------------------- | ------------------------------------- |
| Triumph Motor Company | Triumph Motor Company | Triumph Motor Company | Triumph Motor Company | Triumph Motor Company | Triumph Motor Company | Triumph Motor Company | Triumph Motor Company | Triumph Motor Company | Triumph Motor Company | Triumph Motor Company     | Triumph Motor Company     | Leyland Motor Corporation | Leyland Motor Corporation | Leyland Motor Corporation | Leyland Motor Corporation | British Leyland Motor Corporation | British Leyland Motor Corporation | Austin Rover Group | Austin Rover Group | Rover Group plc  | Leyland DAF      | Leyland DAF      | LDV Group (Paccar)              | LDV Group (Paccar)              | Roewe - MG Motor - Maxus (SAIC Motor) | Roewe - MG Motor - Maxus (SAIC Motor) | Roewe - MG Motor - Maxus (SAIC Motor) | Roewe - MG Motor - Maxus (SAIC Motor) | Roewe - MG Motor - Maxus (SAIC Motor) |
|                       | Leyland Motor Ltd.    | Leyland Motor Ltd.    | Leyland Motor Ltd.    | Leyland Motor Ltd.    | Leyland Motor Ltd.    | Leyland Motor Ltd.    | Leyland Motor Ltd.    | Leyland Motor Ltd.    | Leyland Motor Ltd.    | Leyland Motor Ltd.        | Leyland Motor Ltd.        | Leyland Motor Corporation | Leyland Motor Corporation | Leyland Motor Corporation | Leyland Motor Corporation | British Leyland Motor Corporation | British Leyland Motor Corporation | Austin Rover Group | Austin Rover Group | Rover Group plc  | Rover Group plc  | Rover Group plc  | MG Rover Group                  | MG Rover Group                  | Roewe - MG Motor - Maxus (SAIC Motor) | Roewe - MG Motor - Maxus (SAIC Motor) | Roewe - MG Motor - Maxus (SAIC Motor) | Roewe - MG Motor - Maxus (SAIC Motor) | Roewe - MG Motor - Maxus (SAIC Motor) |
|                       |                       | Rover Company         |                       |                       |                       |                       |                       |                       |                       |                           |                           | Leyland Motor Corporation | Leyland Motor Corporation | Leyland Motor Corporation | Leyland Motor Corporation | British Leyland Motor Corporation | British Leyland Motor Corporation | Austin Rover Group | Austin Rover Group | Rover Group plc  | Rover Group plc  | Rover Group plc  | MG Rover Group                  | MG Rover Group                  | Roewe - MG Motor - Maxus (SAIC Motor) | Roewe - MG Motor - Maxus (SAIC Motor) | Roewe - MG Motor - Maxus (SAIC Motor) | Roewe - MG Motor - Maxus (SAIC Motor) | Roewe - MG Motor - Maxus (SAIC Motor) |
|                       | Riley Motors          | Riley Motors          | Riley Motors          | Riley Motors          | Riley Motors          | Riley Motors          | Riley Motors          | Riley Motors          | Riley Motors          | British Motor Corporation | British Motor Corporation | British Motor Corporation | British Motor Corporation | British Motor Holdings    | British Motor Holdings    | British Leyland Motor Corporation | British Leyland Motor Corporation | Austin Rover Group | Austin Rover Group | Rover Group plc  | Rover Group plc  | Rover Group plc  | MG Rover Group                  | MG Rover Group                  | Roewe - MG Motor - Maxus (SAIC Motor) | Roewe - MG Motor - Maxus (SAIC Motor) | Roewe - MG Motor - Maxus (SAIC Motor) | Roewe - MG Motor - Maxus (SAIC Motor) | Roewe - MG Motor - Maxus (SAIC Motor) |
|                       |                       | Wolseley Motors       |                       |                       |                       |                       |                       |                       |                       | British Motor Corporation | British Motor Corporation | British Motor Corporation | British Motor Corporation | British Motor Holdings    | British Motor Holdings    | British Leyland Motor Corporation | British Leyland Motor Corporation | Austin Rover Group | Austin Rover Group | Rover Group plc  | Rover Group plc  | Rover Group plc  | MG Rover Group                  | MG Rover Group                  | Roewe - MG Motor - Maxus (SAIC Motor) | Roewe - MG Motor - Maxus (SAIC Motor) | Roewe - MG Motor - Maxus (SAIC Motor) | Roewe - MG Motor - Maxus (SAIC Motor) | Roewe - MG Motor - Maxus (SAIC Motor) |
|                       |                       |                       | Austin Motor Company  |                       |                       |                       |                       |                       |                       | British Motor Corporation | British Motor Corporation | British Motor Corporation | British Motor Corporation | British Motor Holdings    | British Motor Holdings    | British Leyland Motor Corporation | British Leyland Motor Corporation | Austin Rover Group | Austin Rover Group | Rover Group plc  | Rover Group plc  | Rover Group plc  | MG Rover Group                  | MG Rover Group                  | Roewe - MG Motor - Maxus (SAIC Motor) | Roewe - MG Motor - Maxus (SAIC Motor) | Roewe - MG Motor - Maxus (SAIC Motor) | Roewe - MG Motor - Maxus (SAIC Motor) | Roewe - MG Motor - Maxus (SAIC Motor) |
|                       |                       |                       |                       | Morris Motors         | Morris Motors         | Morris Motors         | Morris Motors         | Morris Motors         | Morris Motors         | British Motor Corporation | British Motor Corporation | British Motor Corporation | British Motor Corporation | British Motor Holdings    | British Motor Holdings    | British Leyland Motor Corporation | British Leyland Motor Corporation | Austin Rover Group | Austin Rover Group | Rover Group plc  | Rover Group plc  | Rover Group plc  | MINI (BMW)                      | MINI (BMW)                      | MINI (BMW)                            | MINI (BMW)                            | MINI (BMW)                            | MINI (BMW)                            | MINI (BMW)                            |
|                       |                       |                       |                       |                       |                       |                       |                       | MG Cars               | MG Cars               | British Motor Corporation | British Motor Corporation | British Motor Corporation | British Motor Corporation | British Motor Holdings    | British Motor Holdings    | British Leyland Motor Corporation | British Leyland Motor Corporation | Austin Rover Group | Austin Rover Group | Rover Group plc  | Rover Group plc  | Rover Group plc  | Premier Automotive Group (Ford) | Premier Automotive Group (Ford) | Premier Automotive Group (Ford)       | Premier Automotive Group (Ford)       | Jaguar Land Rover (Tata Motors)       | Jaguar Land Rover (Tata Motors)       | Jaguar Land Rover (Tata Motors)       |
|                       |                       |                       |                       |                       | Jaguar Cars Ltd.      | Jaguar Cars Ltd.      | Jaguar Cars Ltd.      | Jaguar Cars Ltd.      | Jaguar Cars Ltd.      | Jaguar Cars Ltd.          | Jaguar Cars Ltd.          | Jaguar Cars Ltd.          | Jaguar Cars Ltd.          | British Motor Holdings    | British Motor Holdings    | British Leyland Motor Corporation | British Leyland Motor Corporation | Jaguar Cars Ltd.   | Jaguar Cars Ltd.   | Jaguar Cars Ltd. | Jaguar Cars Ltd. | Jaguar Cars Ltd. | Premier Automotive Group (Ford) | Premier Automotive Group (Ford) | Premier Automotive Group (Ford)       | Premier Automotive Group (Ford)       | Jaguar Land Rover (Tata Motors)       | Jaguar Land Rover (Tata Motors)       | Jaguar Land Rover (Tata Motors)       |
|                       |                       |                       |                       |                       | Aston Martin          | Aston Martin          | Aston Martin          | Aston Martin          | Aston Martin          | Aston Martin              | Aston Martin              | Aston Martin              | Aston Martin              | Aston Martin              | Aston Martin              | Aston Martin                      | Aston Martin                      | Aston Martin       | Aston Martin       | Aston Martin     | Aston Martin     | Aston Martin     | Premier Automotive Group (Ford) | Premier Automotive Group (Ford) | Premier Automotive Group (Ford)       | Premier Automotive Group (Ford)       | Aston Martin plc                      | Aston Martin plc                      | Aston Martin plc                      |